# Elezioni amministrative in Italia del 2011
Le  elezioni amministrative in Italia del 2011 si sono tenute il 15 e 16 maggio (primo turno) e il 29 e 30 maggio (secondo turno).
In Sicilia le elezioni si sono tenute il 29 e 30 maggio (primo turno) e il 12 e 13 giugno (secondo turno).

## Sintesi

### Riepilogo sindaci eletti
Coalizione di centro-sinistra
     Coalizione di centro-destra
     Coalizione di sinistra
     Comuni commissariati
| Regione               | Comune          | Popolazione (2010) | Sindaco uscente | Sindaco uscente           | Sindaco eletto | Sindaco eletto            | Primo turno | Primo turno | Secondo turno | Secondo turno | Seggi   |
| Regione               | Comune          | Popolazione (2010) | Sindaco uscente | Sindaco uscente           | Sindaco eletto | Sindaco eletto            | Voti        | %           | Voti          | %             | Seggi   |
| --------------------- | --------------- | ------------------ | --------------- | ------------------------- | -------------- | ------------------------- | ----------- | ----------- | ------------- | ------------- | ------- |
| Piemonte              | Novara          | 104.388            |                 | Silvana Moscatelli        |                | Andrea Ballarè (PD)       | 16.658      | 31,20%      | 24.516        | 52,91%        | 19 / 32 |
| Piemonte              | Torino          | 883.281            |                 | Sergio Chiamparino (DS)   |                | Piero Fassino (PD)        | 255.242     | 56,66%      | —             | —             | 24 / 40 |
| Lombardia             | Milano          | 1.380.873          |                 | Letizia Moratti (Ind.)    |                | Giuliano Pisapia (Ind.)   | 315.862     | 48,05%      | 365.657       | 55,11%        | 29 / 48 |
| Lombardia             | Varese          | 80.545             |                 | Attilio Fontana (LN)      |                | Attilio Fontana (LN)      | 20.132      | 49,36%      | 19.420        | 53,89%        | 19 / 32 |
| Veneto                | Rovigo          | 51.715             |                 | Fausto Merchiori (Ind.)   |                | Bruno Piva (PdL)          | 12.382      | 42,80%      | 12.737        | 51,03%        | 18 / 32 |
| Friuli-Venezia Giulia | Pordenone       | 51.156             |                 | Sergio Bolzonello (Ind.)  |                | Claudio Pedrotti (PD)     | 10.867      | 40,56%      | 14.195        | 59,64%        | 24 / 40 |
| Friuli-Venezia Giulia | Trieste         | 204.347            |                 | Roberto Dipiazza (FI)     |                | Roberto Cosolini (PD)     | 41.220      | 40,67%      | 53.050        | 57,51%        | 24 / 40 |
| Liguria               | Savona          | 61.219             |                 | Federico Berruti (DS)     |                | Federico Berruti (PD)     | 19.886      | 57,99%      | —             | —             | 20 / 32 |
| Emilia-Romagna        | Bologna         | 386.386            |                 | Annamaria Cancellieri     |                | Virginio Merola (PD)      | 106.070     | 50,47%      | —             | —             | 22 / 36 |
| Emilia-Romagna        | Ravenna         | 153.740            |                 | Fabrizio Matteucci (PD)   |                | Fabrizio Matteucci (PD)   | 47.250      | 54,99%      | —             | —             | 19 / 32 |
| Emilia-Romagna        | Rimini          | 147.793            |                 | Alberto Ravaioli (DL)     |                | Andrea Gnassi (PD)        | 28.449      | 37,95%      | 36.335        | 53,47%        | 19 / 32 |
| Toscana               | Arezzo          | 99.487             |                 | Giuseppe Fanfani (DL)     |                | Giuseppe Fanfani (PD)     | 27.539      | 51,21%      | —             | —             | 19 / 32 |
| Toscana               | Grosseto        | 82.041             |                 | Emilio Bonifazi (DL)      |                | Emilio Bonifazi (PD)      | 20.909      | 45,83%      | 22.848        | 57,28%        | 19 / 32 |
| Toscana               | Siena           | 53.901             |                 | Maurizio Cenni (DS)       |                | Franco Ceccuzzi (PD)      | 17.802      | 54,71%      | —             | —             | 21 / 32 |
| Marche                | Fermo           | 37.235             |                 | Saturnino Di Ruscio (FI)  |                | Nella Brambatti (PD)      | 10.896      | 51,35%      | —             | —             | 19 / 32 |
| Lazio                 | Latina          | 117.892            |                 | Guido Nardone             |                | Giovanni Di Giorgi (PdL)  | 40.076      | 50,97%      | —             | —             | 21 / 32 |
| Campania              | Benevento       | 63.489             |                 | Fausto Pepe (UDEUR)       |                | Fausto Pepe (PD)          | 22.021      | 51,61%      | —             | —             | 19 / 32 |
| Campania              | Caserta         | 79.640             |                 | Piero Mattei              |                | Pio Del Gaudio (PdL)      | 26.023      | 52,65%      | —             | —             | 21 / 32 |
| Campania              | Napoli          | 980.716            |                 | Rosa Russo Iervolino (DL) |                | Luigi de Magistris (IdV)  | 128.303     | 27,52%      | 264.730       | 65,38%        | 29 / 48 |
| Campania              | Salerno         | 140.608            |                 | Vincenzo De Luca (DS)     |                | Vincenzo De Luca (PD)     | 66.761      | 74,42%      | —             | —             | 22 / 32 |
| Puglia                | Barletta        | 94.477             |                 | Nicola Maffei (DL)        |                | Nicola Maffei (PD)        | 31.951      | 55,63%      | —             | —             | 21 / 32 |
| Calabria              | Catanzaro       | 89.801             |                 | Rosario Olivo (DS)        |                | Michele Traversa (PdL)    | 37.034      | 62,01%      | —             | —             | 26 / 32 |
| Calabria              | Cosenza         | 69.911             |                 | Salvatore Perugini (DL)   |                | Mario Occhiuto (PdL)      | 19.480      | 45,61%      | 17.132        | 53,31%        | 19 / 32 |
| Calabria              | Crotone         | 63.923             |                 | Peppino Vallone (DL)      |                | Peppino Vallone (PD)      | 12.938      | 35,67%      | 16.501        | 59,41%        | 19 / 32 |
| Calabria              | Reggio Calabria | 181.454            |                 | Giuseppe Raffa (FI)       |                | Demetrio Arena (PdL)      | 61.368      | 56,27%      | —             | —             | 22 / 32 |
| Sicilia               | Ragusa          | 73.694             |                 | Nello Dipasquale (FI)     |                | Nello Dipasquale (PdL)    | 24.294      | 57,19%      | —             | —             | 19 / 30 |
| Sardegna              | Cagliari        | 154.400            |                 | Emilio Floris (FI)        |                | Massimo Zedda (SEL)       | 42.271      | 45,15%      | 50.055        | 59,43%        | 16 / 40 |
| Sardegna              | Carbonia        | 28.265             |                 | Salvatore Cherchi (DS)    |                | Giuseppe Casti (PD)       | 12.020      | 62,36%      | —             | —             | 27 / 40 |
| Sardegna              | Iglesias        | 26.784             |                 | Pier Luigi Carta (PSI)    |                | Luigi Perseu (PdL)        | 9.074       | 49,91%      | 8.813         | 52,49%        | 18 / 30 |
| Sardegna              | Olbia           | 60.261             |                 | Mario Mariani             |                | Gianni Giovannelli (Ind.) | 17.543      | 52,37%      | —             | —             | 24 / 40 |

## Elezioni comunali

### Piemonte

#### Novara
| Candidati                           | Candidati                                | Voti                        | %     | Liste                   | Voti   | %     | Seggi |
| ----------------------------------- | ---------------------------------------- | --------------------------- | ----- | ----------------------- | ------ | ----- | ----- |
|                                     | Mauro Franzinelli Accede al ballottaggio | 24.500                      | 45,89 | Il Popolo della Libertà | 13.812 | 28,66 | 6     |
| Lega Nord                           | Mauro Franzinelli Accede al ballottaggio | 24.500                      | 45,89 | 9.430                   | 19,57  | 4     |       |
| Integrazione Solidarietà e Sviluppo | Mauro Franzinelli Accede al ballottaggio | 24.500                      | 45,89 | 240                     | 0,50   | -     |       |
| Seggio al candidato sindaco         | Seggio al candidato sindaco              | Seggio al candidato sindaco | 45,89 | 1                       |        |       |       |
|                                     | Andrea Ballarè Accede al ballottaggio    | 16.658                      | 31,20 | Partito Democratico     | 11.312 | 23,47 | 16    |
| Sinistra Ecologia Libertà           | Andrea Ballarè Accede al ballottaggio    | 16.658                      | 31,20 | 2.145                   | 4,45   | 3     |       |
| Federazione della Sinistra          | Andrea Ballarè Accede al ballottaggio    | 16.658                      | 31,20 | 696                     | 1,44   | -     |       |
| Pensionati e Invalidi               | Andrea Ballarè Accede al ballottaggio    | 16.658                      | 31,20 | 360                     | 0,75   | -     |       |
|                                     | Luca Zacchero                            | 4.148                       | 7,77  | Movimento 5 Stelle      | 3.597  | 7,46  | 1     |
|                                     | Antonio Pedrazzoli                       | 3.923                       | 7,35  | Unione di Centro        | 1.906  | 3,95  | -     |
| Futuro e Libertà per l'Italia       | Antonio Pedrazzoli                       | 3.923                       | 7,35  | 1.31                    | 2,73   | -     |       |
| Partito Pensionati                  | Antonio Pedrazzoli                       | 3.923                       | 7,35  | 194                     | 0,40   | -     |       |
| Seggio al candidato sindaco         | Seggio al candidato sindaco              | Seggio al candidato sindaco | 7,35  | 1                       |        |       |       |
|                                     | Giovanni Pace                            | 1.578                       | 2,96  | Italia dei Valori       | 1.377  | 2,86  | -     |
|                                     | Antonio Costa Barbè                      | 1.366                       | 2,56  | Novara davvero!         | 819    | 1,70  | -     |
|                                     | Rossana De Vita                          | 930                         | 1,74  | Giovani Idee            | 743    | 1,54  | -     |
|                                     | Luigi Torriani                           | 284                         | 0,53  | Democrazia Cristiana    | 247    | 0,51  | -     |
| Totale                              | Totale                                   | 53.387                      | 100   |                         | 48.196 | 100   | 32    |

Ballottaggio
| Candidati | Candidati                 | Voti   | %     |
| --------- | ------------------------- | ------ | ----- |
|           | Andrea Ballarè ✔️ Sindaco | 24.516 | 52,91 |
|           | Mauro Franzinelli         | 21.815 | 47,09 |
| Totale    | Totale                    | 46.331 |       |

#### Torino
| Candidati                           | Candidati                   | Voti                        | %     | Liste                                | Voti    | %     | Seggi |
| ----------------------------------- | --------------------------- | --------------------------- | ----- | ------------------------------------ | ------- | ----- | ----- |
|                                     | Piero Fassino ✔️ Sindaco    | 255.242                     | 56,66 | Partito Democratico                  | 138.103 | 34,50 | 16    |
| Moderati per Fassino                | Piero Fassino ✔️ Sindaco    | 255.242                     | 56,66 | 36.267                               | 9,06    | 4     |       |
| Sinistra Ecologia Libertà           | Piero Fassino ✔️ Sindaco    | 255.242                     | 56,66 | 22.647                               | 5,66    | 2     |       |
| Italia dei Valori                   | Piero Fassino ✔️ Sindaco    | 255.242                     | 56,66 | 19.055                               | 4,76    | 2     |       |
| Consumatori per Fassino             | Piero Fassino ✔️ Sindaco    | 255.242                     | 56,66 | 4.522                                | 1,13    | -     |       |
| Pensionati e Invalidi               | Piero Fassino ✔️ Sindaco    | 255.242                     | 56,66 | 3.557                                | 0,89    | -     |       |
| Piemont Europa Ecologia             | Piero Fassino ✔️ Sindaco    | 255.242                     | 56,66 | 1.099                                | 0,27    | -     |       |
| Torino Laica Socialista Libertaria  | Piero Fassino ✔️ Sindaco    | 255.242                     | 56,66 | 897                                  | 0,22    | -     |       |
|                                     | Michele Coppola             | 122.982                     | 27,30 | Il Popolo della Libertà              | 73.197  | 18,29 | 7     |
| Lega Nord                           | Michele Coppola             | 122.982                     | 27,30 | 27.451                               | 6,86    | 3     |       |
| La Destra                           | Michele Coppola             | 122.982                     | 27,30 | 2.396                                | 0,60    | -     |       |
| Partito Pensionati                  | Michele Coppola             | 122.982                     | 27,30 | 1.868                                | 0,47    | -     |       |
| Alleanza di Centro                  | Michele Coppola             | 122.982                     | 27,30 | 740                                  | 0,18    |       |       |
| Ambientalisti del Sì                | Michele Coppola             | 122.982                     | 27,30 | 652                                  | 0,16    | -     |       |
| I Popolari di Italia Domani         | Michele Coppola             | 122.982                     | 27,30 | 577                                  | 0,14    | -     |       |
| Insieme per Torino                  | Michele Coppola             | 122.982                     | 27,30 | 558                                  | 0,14    | -     |       |
| Seggio al candidato sindaco         | Seggio al candidato sindaco | Seggio al candidato sindaco | 27,30 | 1                                    |         |       |       |
|                                     | Vittorio Bertola            | 22.403                      | 4,97  | Movimento 5 Stelle                   | 21.078  | 5,27  | 2     |
|                                     | Alberto Musy                | 21.896                      | 4,86  | Unione di Centro                     | 9.659   | 2,41  | 1     |
| Futuro e Libertà per l'Italia       | Alberto Musy                | 21.896                      | 4,86  | 5.627                                | 1,41    | -     |       |
| Alleanza per la Città               | Alberto Musy                | 21.896                      | 4,86  | 3.113                                | 0,78    | -     |       |
| Lista Cosima Coppola                | Alberto Musy                | 21.896                      | 4,86  | 1.417                                | 0,35    | -     |       |
| Socialisti Uniti - PSI              | Alberto Musy                | 21.896                      | 4,86  | 432                                  | 0,11    | -     |       |
| PLI - PSDI                          | Alberto Musy                | 21.896                      | 4,86  | 407                                  | 0,10    | -     |       |
| Seggio al candidato sindaco         | Seggio al candidato sindaco | Seggio al candidato sindaco | 4,86  | 1                                    |         |       |       |
|                                     | Domenico Coppola            | 16.089                      | 3,57  | Domenico Coppola Sindaco             | 6.647   | 1,66  | -     |
| Lista del Grillo Parlante - No Euro | Domenico Coppola            | 16.089                      | 3,57  | 4.033                                | 1,01    | -     |       |
| Lega Padana Piemont                 | Domenico Coppola            | 16.089                      | 3,57  | 1.482                                | 0,37    | -     |       |
| Dipendenti Pensionati e Disoccupati | Domenico Coppola            | 16.089                      | 3,57  | 1.087                                | 0,27    | -     |       |
| Forza Toro                          | Domenico Coppola            | 16.089                      | 3,57  | 837                                  | 0,21    | -     |       |
| Forza Nuova                         | Domenico Coppola            | 16.089                      | 3,57  | 431                                  | 0,11    | -     |       |
| Seggio al candidato sindaco         | Seggio al candidato sindaco | Seggio al candidato sindaco | 3,57  | 1                                    |         |       |       |
|                                     | Iuri Gilberto Bossuto       | 6.755                       | 1,50  | Federazione della Sinistra           | 4.614   | 1,15  | -     |
| Sinistra Critica                    | Iuri Gilberto Bossuto       | 6.755                       | 1,50  | 1.516                                | 0,38    | -     |       |
|                                     | Giacinto Marra              | 1.686                       | 0,37  | Azzurri Italiani                     | 1.493   | 0,37  | -     |
|                                     | Rossana Becarelli           | 1.534                       | 0,34  | Coscienza Comune                     | 1.210   | 0,30  | -     |
|                                     | Daniele Giovanni Debetto    | 688                         | 0,15  | Partito Comunista dei Lavoratori     | 611     | 0,15  | -     |
|                                     | Nicola Cassano              | 613                         | 0,14  | Cittadini Non Sudditi                | 540     | 0,13  | -     |
|                                     | Lorenzo Varaldo             | 321                         | 0,07  | No-UE                                | 243     | 0,06  | -     |
|                                     | Giorgio Portis              | 265                         | 0,06  | Federazione dei Movimenti per Torino | 194     | 0,05  | -     |
| Totale                              | Totale                      | 450.474                     | 100   |                                      | 400.257 | 100   | 40    |

### Lombardia

#### Milano
| Candidati                         | Candidati                               | Voti                        | %     | Liste                               | Voti    | %     | Seggi |
| --------------------------------- | --------------------------------------- | --------------------------- | ----- | ----------------------------------- | ------- | ----- | ----- |
|                                   | Giuliano Pisapia Accede al ballottaggio | 315.862                     | 48,05 | Partito Democratico                 | 170.551 | 28,64 | 20    |
| Sinistra Ecologia Libertà         | Giuliano Pisapia Accede al ballottaggio | 315.862                     | 48,05 | 28.016                              | 4,70    | 3     |       |
| Milano Civica per Pisapia Sindaco | Giuliano Pisapia Accede al ballottaggio | 315.862                     | 48,05 | 22.995                              | 3,86    | 2     |       |
| Federazione della Sinistra        | Giuliano Pisapia Accede al ballottaggio | 315.862                     | 48,05 | 18.467                              | 3,10    | 2     |       |
| Italia dei Valori                 | Giuliano Pisapia Accede al ballottaggio | 315.862                     | 48,05 | 15.145                              | 2,54    | 1     |       |
| Lista Bonino-Pannella             | Giuliano Pisapia Accede al ballottaggio | 315.862                     | 48,05 | 10.215                              | 1,72    | 1     |       |
| Verdi Ecologisti per Milano       | Giuliano Pisapia Accede al ballottaggio | 315.862                     | 48,05 | 8.165                               | 1,37    | -     |       |
| Lista civica Milly Moratti        | Giuliano Pisapia Accede al ballottaggio | 315.862                     | 48,05 | 7.940                               | 1,33    | -     |       |
|                                   | Letizia Moratti Accede al ballottaggio  | 273.401                     | 41,59 | Il Popolo della Libertà             | 171.222 | 28,75 | 11    |
| Lega Nord                         | Letizia Moratti Accede al ballottaggio  | 273.401                     | 41,59 | 57.403                              | 9,64    | 4     |       |
| Milano al Centro                  | Letizia Moratti Accede al ballottaggio  | 273.401                     | 41,59 | 14.532                              | 2,44    | 1     |       |
| Io Amo l'Italia                   | Letizia Moratti Accede al ballottaggio  | 273.401                     | 41,59 | 3.050                               | 0,51    | -     |       |
| Progetto Milano Migliore          | Letizia Moratti Accede al ballottaggio  | 273.401                     | 41,59 | 3,022                               | 0,51    | -     |       |
| Pensioni e Lavoro                 | Letizia Moratti Accede al ballottaggio  | 273.401                     | 41,59 | 1.840                               | 0,31    | -     |       |
| La Destra                         | Letizia Moratti Accede al ballottaggio  | 273.401                     | 41,59 | 1.721                               | 0,29    | -     |       |
| Unione Italiana                   | Letizia Moratti Accede al ballottaggio  | 273.401                     | 41,59 | 1.532                               | 0,27    | -     |       |
| Giovani per l'Expo                | Letizia Moratti Accede al ballottaggio  | 273.401                     | 41,59 | 1.208                               | 0,20    | -     |       |
| Nuovo PSI                         | Letizia Moratti Accede al ballottaggio  | 273.401                     | 41,59 | 1.029                               | 0,17    | -     |       |
| I Popolari di Italia Domani       | Letizia Moratti Accede al ballottaggio  | 273.401                     | 41,59 | 713                                 | 0,12    | -     |       |
| Alleanza di Centro                | Letizia Moratti Accede al ballottaggio  | 273.401                     | 41,59 | 405                                 | 0,07    | -     |       |
| Seggio al candidato sindaco       | Seggio al candidato sindaco             | Seggio al candidato sindaco | 41,59 | 1                                   |         |       |       |
|                                   | Manfredi Palmeri                        | 36.471                      | 5,54  | Nuovo Polo per Milano (FLI-API-PLI) | 16.015  | 2,69  | -     |
| Unione di Centro                  | Manfredi Palmeri                        | 36.471                      | 5,54  | 11.313                              | 1,90    | -     |       |
| Seggio al candidato sindaco       | Seggio al candidato sindaco             | Seggio al candidato sindaco | 5,54  | 1                                   |         |       |       |
|                                   | Mattia Calise                           | 21.228                      | 3,23  | Movimento 5 Stelle                  | 20.438  | 3,43  | 1     |
|                                   | Giancarlo Pagliarini                    | 4.229                       | 0,64  | Lega Padana Lombardia               | 2,047   | 0,34  | -     |
| Per il Federalismo                | Giancarlo Pagliarini                    | 4.229                       | 0,64  | 1.112                               | 0,19    | -     |       |
|                                   | Marco Mantovani                         | 2.366                       | 0,36  | Forza Nuova                         | 2.088   | 0,35  | -     |
|                                   | Carla De Albertis                       | 1.804                       | 0,27  | La Tua Milano                       | 1.447   | 0,24  | -     |
|                                   | Elisabetta Fatuzzo                      | 1.613                       | 0,25  | Partito Pensionati                  | 1.461   | 0,25  | -     |
|                                   | Fabrizio Montuori                       | 405                         | 0,06  | Partito Comunista dei Lavoratori    | 393     | 0,07  | -     |
| Totale                            | Totale                                  | 657.379                     |       |                                     | 595.585 |       | 48    |

Ballottaggio
| Candidati | Candidati                   | Voti    | %     |
| --------- | --------------------------- | ------- | ----- |
|           | Giuliano Pisapia ✔️ Sindaco | 365.657 | 55,11 |
|           | Letizia Moratti             | 297.874 | 44,89 |
| Totale    | Totale                      | 663.531 |       |

#### Varese
| Candidati                     | Candidati                              | Voti                        | %     | Liste                                | Voti   | %     | Seggi |
| ----------------------------- | -------------------------------------- | --------------------------- | ----- | ------------------------------------ | ------ | ----- | ----- |
|                               | Attilio Fontana Accede al ballottaggio | 20.132                      | 49,36 | Il Popolo della Libertà              | 8.672  | 24,46 | 10    |
| Lega Nord                     | Attilio Fontana Accede al ballottaggio | 20.132                      | 49,36 | 8.535                                | 24,08  | 9     |       |
|                               | Luisa Oprandi Accede al ballottaggio   | 12.340                      | 30,26 | Partito Democratico                  | 7.059  | 19,91 | 6     |
| Sinistra Ecologia Libertà     | Luisa Oprandi Accede al ballottaggio   | 12.340                      | 30,26 | 1.466                                | 4,14   | 1     |       |
| Varese & Luisa                | Luisa Oprandi Accede al ballottaggio   | 12.340                      | 30,26 | 1.416                                | 3,99   | 1     |       |
| Italia dei Valori             | Luisa Oprandi Accede al ballottaggio   | 12.340                      | 30,26 | 957                                  | 2,70   | -     |       |
| Seggio al candidato sindaco   | Seggio al candidato sindaco            | Seggio al candidato sindaco | 30,26 | 1                                    |        |       |       |
|                               | Mauro Morello                          | 2.802                       | 6,87  | Unione di Centro                     | 1.891  | 5,33  | 1     |
| Futuro e Libertà per l'Italia | Mauro Morello                          | 2.802                       | 6,87  | 629                                  | 1,77   | -     |       |
| Partito Repubblicano Italiano | Mauro Morello                          | 2.802                       | 6,87  | 105                                  | 0,30   | -     |       |
| Seggio al candidato sindaco   | Seggio al candidato sindaco            | Seggio al candidato sindaco | 6,87  | 1                                    |        |       |       |
|                               | Alessio Nicoletti                      | 1.344                       | 3,30  | Movimento Libero                     | 1.123  | 3,17  | 1     |
|                               | Francesco Cammarata                    | 1.288                       | 3,16  | Movimento 5 Stelle                   | 1.128  | 3,18  | 1     |
|                               | Mauro Della Porta                      | 1.077                       | 2,64  | Partito Pensionati                   | 549    | 1,55  | -     |
| La Varese che Vorrei          | Mauro Della Porta                      | 1.077                       | 2,64  | 440                                  | 1,24   | -     |       |
|                               | Carlo Scardeoni                        | 635                         | 1,56  | Federazione della Sinistra           | 538    | 1,52  | -     |
|                               | Raffaella Greco                        | 591                         | 1,45  | Unione Italiana - Varese Zona Franca | 499    | 1,41  | -     |
|                               | Flavio Ibba                            | 475                         | 1,16  | Alleanza di Centro                   | 257    | 0,72  | -     |
| Democrazia Cristiana          | Flavio Ibba                            | 475                         | 1,16  | 110                                  | 0,31   | -     |       |
|                               | Egidio Castelli                        | 99                          | 0,24  | Fronte Indipendentista Lombardia     | 75     | 0,21  | -     |
| Totale                        | Totale                                 | 40.783                      |       |                                      | 35.449 |       | 32    |

Ballottaggio
| Candidati | Candidati                  | Voti   | %     |
| --------- | -------------------------- | ------ | ----- |
|           | Attilio Fontana ✔️ Sindaco | 19.420 | 53,89 |
|           | Luisa Oprandi              | 16.615 | 46,11 |
| Totale    | Totale                     | 36.035 |       |

### Veneto

#### Rovigo
| Candidati                        | Candidati                               | Voti                        | %     | Liste                                  | Voti   | %     | Seggi |
| -------------------------------- | --------------------------------------- | --------------------------- | ----- | -------------------------------------- | ------ | ----- | ----- |
|                                  | Bruno Piva Accede al ballottaggio       | 12.382                      | 42,80 | Il Popolo della Libertà                | 6.112  | 23,10 | 11    |
| Lega Nord                        | Bruno Piva Accede al ballottaggio       | 12.382                      | 42,80 | 2.970                                  | 11,23  | 5     |       |
| Una Squadra per il Cambiamento   | Bruno Piva Accede al ballottaggio       | 12.382                      | 42,80 | 1.372                                  | 5,19   | 2     |       |
| Lista Magaraggia                 | Bruno Piva Accede al ballottaggio       | 12.382                      | 42,80 | 398                                    | 1,50   | -     |       |
| Alleanza di Centro - DC          | Bruno Piva Accede al ballottaggio       | 12.382                      | 42,80 | 203                                    | 0,77   | -     |       |
| Destra per il Polesine           | Bruno Piva Accede al ballottaggio       | 12.382                      | 42,80 | 188                                    | 0,71   | -     |       |
| Fiamma Tricolore                 | Bruno Piva Accede al ballottaggio       | 12.382                      | 42,80 | 143                                    | 0,54   | -     |       |
| La Destra                        | Bruno Piva Accede al ballottaggio       | 12.382                      | 42,80 | 123                                    | 0,46   | -     |       |
|                                  | Federico Frigato Accede al ballottaggio | 7.671                       | 26,51 | Partito Democratico                    | 5.032  | 19,02 | 7     |
| Rovigo si Ama                    | Federico Frigato Accede al ballottaggio | 7.671                       | 26,51 | 1.342                                  | 5,07   | 1     |       |
| Partito Socialista Italiano      | Federico Frigato Accede al ballottaggio | 7.671                       | 26,51 | 671                                    | 2,54   | -     |       |
| Alleanza per l'Italia            | Federico Frigato Accede al ballottaggio | 7.671                       | 26,51 | 196                                    | 0,74   | -     |       |
| Autonomisti Federalisti          | Federico Frigato Accede al ballottaggio | 7.671                       | 26,51 | 57                                     | 0,22   | -     |       |
| Seggio al candidato sindaco      | Seggio al candidato sindaco             | Seggio al candidato sindaco | 26,51 | 1                                      |        |       |       |
|                                  | Michela Furin                           | 2.154                       | 7,45  | Movimento 5 Stelle                     | 1.809  | 6,84  | 2     |
|                                  | Giovanni Nalin                          | 1.774                       | 6,13  | Sinistra Ecologia Libertà (A)          | 750    | 2,84  | -     |
| Italia dei Valori (B)            | Giovanni Nalin                          | 1.774                       | 6,13  | 662                                    | 2,50   | -     |       |
| Seggio al candidato sindaco      | Seggio al candidato sindaco             | Seggio al candidato sindaco | 6,13  | 1                                      |        |       |       |
|                                  | Matteo Masin                            | 1.456                       | 5,03  | Federazione della Sinistra - Verdi (C) | 692    | 2,62  | -     |
| Granzette con Cantonazzo (D)     | Matteo Masin                            | 1.456                       | 5,03  | 408                                    | 1,54   | -     |       |
| Aria Pulita (E)                  | Matteo Masin                            | 1.456                       | 5,03  | 296                                    | 1,12   | -     |       |
| Seggio al candidato sindaco      | Seggio al candidato sindaco             | Seggio al candidato sindaco | 5,03  | 1                                      |        |       |       |
|                                  | Antonio Saccardin                       | 1.065                       | 3,68  | Presenza Cristiana (F)                 | 986    | 3,73  | 1     |
|                                  | Renato Borgato                          | 837                         | 2,89  | Vivere Rovigo (G)                      | 651    | 2,46  | -     |
| No alla Chiusura della Silvestri | Renato Borgato                          | 837                         | 2,89  | 56                                     | 0,21   | -     |       |
|                                  | Riccardo Rizzo                          | 589                         | 2,04  | Unione di Centro                       | 558    | 2,11  | -     |
|                                  | Giacomo Labarbuta                       | 504                         | 1,74  | Futuro e Libertà per l'Italia          | 376    | 1,42  | -     |
|                                  | Mattia Giolo                            | 266                         | 0,92  | Veneto Stato                           | 203    | 0,77  | -     |
|                                  | Maurizio Bordin                         | 233                         | 0,81  | In Meta con Bordin                     | 200    | 0,76  | -     |
| Totale                           | Totale                                  | 28.931                      |       |                                        | 26.454 |       | 32    |

- Le liste contrassegnate con le lettere A, B, C, D ed E sono apparentate al secondo turno con il candidato sindaco Federico Frigato.

- Le liste contrassegnate con le lettere F e G sono apparentate al secondo turno con il candidato sindaco Bruno Piva.

Ballottaggio
| Candidati | Candidati             | Voti   | %     |
| --------- | --------------------- | ------ | ----- |
|           | Bruno Piva ✔️ Sindaco | 12.737 | 51,03 |
|           | Federico Frigato      | 12.225 | 48,97 |
| Totale    | Totale                | 24.962 |       |

### Friuli-Venezia Giulia

#### Pordenone
| Candidati                   | Candidati                                | Voti                        | %     | Liste                   | Voti   | %     | Seggi |
| --------------------------- | ---------------------------------------- | --------------------------- | ----- | ----------------------- | ------ | ----- | ----- |
|                             | Claudio Pedrotti Accede al ballottaggio  | 10.867                      | 40,56 | Partito Democratico     | 4.465  | 19,62 | 11    |
| Il Fiume                    | Claudio Pedrotti Accede al ballottaggio  | 10.867                      | 40,56 | 4.148                   | 18,23  | 11    |       |
| Vivo Pordenone              | Claudio Pedrotti Accede al ballottaggio  | 10.867                      | 40,56 | 869                     | 3,82   | 2     |       |
|                             | Giuseppe Pedicini Accede al ballottaggio | 9.547                       | 35,63 | Il Popolo della Libertà | 4.453  | 19,57 | 6     |
| Lega Nord                   | Giuseppe Pedicini Accede al ballottaggio | 9.547                       | 35,63 | 2.389                   | 10,50  | 3     |       |
| Nuova Pordenone             | Giuseppe Pedicini Accede al ballottaggio | 9.547                       | 35,63 | 1.408                   | 6,19   | 1     |       |
| Partito Pensionati          | Giuseppe Pedicini Accede al ballottaggio | 9.547                       | 35,63 | 142                     | 0,62   | -     |       |
| Seggio al candidato sindaco | Seggio al candidato sindaco              | Seggio al candidato sindaco | 35,63 | 1                       |        |       |       |
|                             | Giovanni Zanolin                         | 2.400                       | 8,96  | Il Ponte                | 1.763  | 7,75  | 2     |
|                             | Giovanni Del Ben                         | 2.224                       | 8,30  | Lista Civica Del Ben    | 640    | 2,81  | 1     |
| Sinistra Ecologia Libertà   | Giovanni Del Ben                         | 2.224                       | 8,30  | 518                     | 2,28   | -     |       |
| Italia dei Valori           | Giovanni Del Ben                         | 2.224                       | 8,30  | 491                     | 2,16   | -     |       |
| Seggio al candidato sindaco | Seggio al candidato sindaco              | Seggio al candidato sindaco | 8,30  | 1                       |        |       |       |
|                             | Alberto Rossi                            | 923                         | 3,45  | Alleanza per l'Italia   | 604    | 2,65  | -     |
| Futuro Pordenone            | Alberto Rossi                            | 923                         | 3,45  | 159                     | 0,70   | -     |       |
| Seggio al candidato sindaco | Seggio al candidato sindaco              | Seggio al candidato sindaco | 3,45  | 1                       |        |       |       |
|                             | Maurizio Salvador                        | 831                         | 3,10  | Unione di Centro        | 709    | 3,12  | -     |
| Totale                      | Totale                                   | 26.792                      |       |                         | 22.758 |       | 40    |

Ballottaggio
| Candidati | Candidati                   | Voti   | %     |
| --------- | --------------------------- | ------ | ----- |
|           | Claudio Pedrotti ✔️ Sindaco | 14.195 | 59,64 |
|           | Giuseppe Pedicini           | 9.605  | 40,36 |
| Totale    |                             |        |       |

Fonti: Candidati - Liste - Ballottaggio - Seggi

#### Trieste
| Candidati                   | Candidati                                | Voti                        | %     | Liste                         | Voti   | %     | Seggi |
| --------------------------- | ---------------------------------------- | --------------------------- | ----- | ----------------------------- | ------ | ----- | ----- |
|                             | Roberto Cosolini Accede al ballottaggio  | 41.220                      | 40,67 | Partito Democratico           | 18.484 | 22,92 | 15    |
| Sinistra Ecologia Libertà   | Roberto Cosolini Accede al ballottaggio  | 41.220                      | 40,67 | 4.466                         | 5,54   | 3     |       |
| Italia dei Valori           | Roberto Cosolini Accede al ballottaggio  | 41.220                      | 40,67 | 2.939                         | 3,64   | 2     |       |
| Federazione della Sinistra  | Roberto Cosolini Accede al ballottaggio  | 41.220                      | 40,67 | 2.526                         | 3,13   | 2     |       |
| Trieste Cambia              | Roberto Cosolini Accede al ballottaggio  | 41.220                      | 40,67 | 2.309                         | 2,86   | 1     |       |
| Cittadini per Trieste       | Roberto Cosolini Accede al ballottaggio  | 41.220                      | 40,67 | 1.504                         | 1,86   | 1     |       |
| Partito Socialista Italiano | Roberto Cosolini Accede al ballottaggio  | 41.220                      | 40,67 | 394                           | 0,49   | -     |       |
|                             | Roberto Antonione Accede al ballottaggio | 27.927                      | 27,55 | Il Popolo della Libertà       | 15.003 | 18,60 | 6     |
| Dipiazza per Trieste        | Roberto Antonione Accede al ballottaggio | 27.927                      | 27,55 | 5.888                         | 7,30   | 2     |       |
| Lista Antonione             | Roberto Antonione Accede al ballottaggio | 27.927                      | 27,55 | 2.043                         | 2,53   | -     |       |
| Partito Pensionati          | Roberto Antonione Accede al ballottaggio | 27.927                      | 27,55 | 461                           | 0,57   | -     |       |
| Fiamma Tricolore            | Roberto Antonione Accede al ballottaggio | 27.927                      | 27,55 | 329                           | 0,41   | -     |       |
| Seggio al candidato sindaco | Seggio al candidato sindaco              | Seggio al candidato sindaco | 27,55 | 1                             |        |       |       |
|                             | Franco Bandelli                          | 10.910                      | 10,76 | Un'Altra Trieste              | 5.247  | 6,51  | 1     |
| La Destra - Forza Nuova     | Franco Bandelli                          | 10.910                      | 10,76 | 1.572                         | 1,95   | -     |       |
| Giovane Destra              | Franco Bandelli                          | 10.910                      | 10,76 | 240                           | 0,30   | -     |       |
| Seggio al candidato sindaco | Seggio al candidato sindaco              | Seggio al candidato sindaco | 10,76 | 1                             |        |       |       |
|                             | Massimiliano Fedriga                     | 6.349                       | 6,26  | Lega Nord (A)                 | 5.387  | 6,68  | 2     |
|                             | Paolo Menis                              | 6.093                       | 6,01  | Movimento 5 Stelle            | 4.922  | 6,10  | 2     |
|                             | Michele Lobianco                         | 3.337                       | 3,29  | Futuro e Libertà per l'Italia | 2.494  | 3,09  | 1     |
|                             | Edoardo Sasco                            | 2.530                       | 2,50  | Unione di Centro              | 2.228  | 2,76  | -     |
|                             | Uberto Fortuna Drossi                    | 1.414                       | 1,40  | Trieste Città Metropolitana   | 1.013  | 1,26  | -     |
|                             | Maurizio Fogar                           | 1.029                       | 1,02  | La Tua Trieste                | 789    | 0,98  | -     |
|                             | Renzo Maggiore                           | 543                         | 0,54  | Trieste Giovane               | 421    | 0,52  | -     |
| Totale                      | Totale                                   | 101.352                     |       |                               | 80.660 |       | 40    |

- La lista contrassegnata con la lettera A è apparentata al secondo turno con il candidato sindaco Roberto Antonione.

Ballottaggio
| Candidati | Candidati                   | Voti   | %     |
| --------- | --------------------------- | ------ | ----- |
|           | Roberto Cosolini ✔️ Sindaco | 53.050 | 57,51 |
|           | Roberto Antonione           | 39.198 | 42,49 |
| Totale    |                             |        |       |

Fonti: Candidati - Liste - Ballottaggio - Seggi

### Liguria

#### Savona
| Candidati                                | Candidati                   | Voti                        | %     | Liste                            | Voti   | %     | Seggi |
| ---------------------------------------- | --------------------------- | --------------------------- | ----- | -------------------------------- | ------ | ----- | ----- |
|                                          | Federico Berruti ✔️ Sindaco | 19.886                      | 57,99 | Partito Democratico              | 8.758  | 27,39 | 10    |
| Per Berruti Sindaco                      | Federico Berruti ✔️ Sindaco | 19.886                      | 57,99 | 2.503                            | 7,83   | 3     |       |
| Unione di Centro - Alleanza per l'Italia | Federico Berruti ✔️ Sindaco | 19.886                      | 57,99 | 1.802                            | 5,63   | 2     |       |
| Federazione della Sinistra               | Federico Berruti ✔️ Sindaco | 19.886                      | 57,99 | 1.693                            | 5,29   | 2     |       |
| Italia dei Valori                        | Federico Berruti ✔️ Sindaco | 19.886                      | 57,99 | 1.605                            | 5,02   | 1     |       |
| Sinistra Ecologia Libertà                | Federico Berruti ✔️ Sindaco | 19.886                      | 57,99 | 1.527                            | 4,78   | 1     |       |
| Partito Socialista Italiano              | Federico Berruti ✔️ Sindaco | 19.886                      | 57,99 | 1.171                            | 3,66   | 1     |       |
|                                          | Paolo Marson                | 8.978                       | 26,18 | Il Popolo della Libertà          | 5.295  | 16,56 | 6     |
| Lega Nord                                | Paolo Marson                | 8.978                       | 26,18 | 1.715                            | 5,36   | 1     |       |
| Paolo Marson Sindaco                     | Paolo Marson                | 8.978                       | 26,18 | 1.174                            | 3,67   | 1     |       |
| Giovane Savona                           | Paolo Marson                | 8.978                       | 26,18 | 104                              | 0,33   | -     |       |
| Seggio al candidato sindaco              | Seggio al candidato sindaco | Seggio al candidato sindaco | 26,18 | 1                                |        |       |       |
|                                          | Milena Debenedetti          | 3.089                       | 9,01  | Movimento 5 Stelle               | 2.695  | 8,43  | 2     |
|                                          | Daniela Pongiglione         | 1.319                       | 3,85  | Noi per Savona                   | 679    | 2,12  | -     |
| Federazione dei Verdi                    | Daniela Pongiglione         | 1.319                       | 3,85  | 404                              | 1,26   | -     |       |
| Seggio al candidato sindaco              | Seggio al candidato sindaco | Seggio al candidato sindaco | 3,85  | 1                                |        |       |       |
|                                          | Giovanni Genta              | 505                         | 1,47  | Futuro e Libertà per l'Italia    | 465    | 1,45  | -     |
|                                          | Ugo Ghione                  | 261                         | 0,76  | Forza Nuova - Lista Civica       | 182    | 0,57  | -     |
|                                          | Simone Anselmo              | 254                         | 0,74  | Partito Comunista dei Lavoratori | 207    | 0,65  | -     |
| Totale                                   | Totale                      | 34.292                      |       |                                  | 31.979 |       | 32    |

### Emilia-Romagna

#### Bologna
| Candidati                     | Candidati                   | Voti                        | %     | Liste                            | Voti    | %     | Seggi |
| ----------------------------- | --------------------------- | --------------------------- | ----- | -------------------------------- | ------- | ----- | ----- |
|                               | Virginio Merola ✔️ Sindaco  | 106.070                     | 50,47 | Partito Democratico              | 72.335  | 38,28 | 17    |
| Con Amelia per Bologna        | Virginio Merola ✔️ Sindaco  | 106.070                     | 50,47 | 19.358                           | 10,24   | 4     |       |
| Italia dei Valori             | Virginio Merola ✔️ Sindaco  | 106.070                     | 50,47 | 6.983                            | 3,70    | 1     |       |
| Federazione della Sinistra    | Virginio Merola ✔️ Sindaco  | 106.070                     | 50,47 | 2.766                            | 1,46    | -     |       |
| Laici Socialisti Riformisti   | Virginio Merola ✔️ Sindaco  | 106.070                     | 50,47 | 1.118                            | 0,59    | -     |       |
|                               | Manes Bernardini            | 63.799                      | 30,35 | Il Popolo della Libertà          | 31.374  | 16,60 | 6     |
| Lega Nord                     | Manes Bernardini            | 63.799                      | 30,35 | 20.268                           | 10,72   | 3     |       |
| Seggio al candidato sindaco   | Seggio al candidato sindaco | Seggio al candidato sindaco | 30,35 | 1                                |         |       |       |
|                               | Massimo Bugani              | 19.969                      | 9,50  | Movimento 5 Stelle               | 17.778  | 9,41  | 3     |
|                               | Stefano Aldrovandi          | 10.679                      | 5,08  | Stefano Aldrovandi Sindaco       | 8.961   | 4,74  | 1     |
|                               | Daniele Corticelli          | 6.442                       | 3,06  | Bologna Capitale                 | 4.546   | 2,41  | -     |
| I Popolari di Italia Domani   | Daniele Corticelli          | 6.442                       | 3,06  | 328                              | 0,17    | -     |       |
| Partito Repubblicano Italiano | Daniele Corticelli          | 6.442                       | 3,06  | 251                              | 0,13    | -     |       |
| Agire Insieme Civicamente     | Daniele Corticelli          | 6.442                       | 3,06  | 201                              | 0,11    | -     |       |
|                               | Michele Terra               | 1.601                       | 0,76  | Partito Comunista dei Lavoratori | 1.125   | 0,60  | -     |
|                               | Elisabetta Avanzi           | 654                         | 0,31  | Forza Nuova                      | 603     | 0,32  | -     |
|                               | Anna Montella               | 580                         | 0,28  | La Destra                        | 602     | 0,32  | -     |
|                               | Angelo Maria Carcano        | 391                         | 0,19  | Lista Nettuno                    | 387     | 0,20  | -     |
| Totale                        | Totale                      | 210.185                     |       |                                  | 188.984 |       | 36    |

#### Ravenna
| Candidati                            | Candidati                     | Voti                        | %     | Liste                         | Voti   | %     | Seggi |
| ------------------------------------ | ----------------------------- | --------------------------- | ----- | ----------------------------- | ------ | ----- | ----- |
|                                      | Fabrizio Matteucci ✔️ Sindaco | 47.250                      | 54,99 | Partito Democratico           | 33.037 | 41,85 | 15    |
| Partito Repubblicano Italiano        | Fabrizio Matteucci ✔️ Sindaco | 47.250                      | 54,99 | 4.023                         | 5,10   | 1     |       |
| Sinistra Ecologia Libertà            | Fabrizio Matteucci ✔️ Sindaco | 47.250                      | 54,99 | 2.731                         | 3,46   | 1     |       |
| Italia dei Valori                    | Fabrizio Matteucci ✔️ Sindaco | 47.250                      | 54,99 | 2.580                         | 3,27   | 1     |       |
| Federazione della Sinistra           | Fabrizio Matteucci ✔️ Sindaco | 47.250                      | 54,99 | 2.246                         | 2,85   | 1     |       |
| Radicali Laici Socialisti (PSI - RI) | Fabrizio Matteucci ✔️ Sindaco | 47.250                      | 54,99 | 286                           | 0,36   | -     |       |
|                                      | Nereo Foschini                | 18.461                      | 21,48 | Il Popolo della Libertà       | 10.507 | 13,31 | 4     |
| Lega Nord                            | Nereo Foschini                | 18.461                      | 21,48 | 6.207                         | 7,86   | 2     |       |
| Seggio al candidato sindaco          | Seggio al candidato sindaco   | Seggio al candidato sindaco | 21,48 | 1                             |        |       |       |
|                                      | Alvaro Ancisi                 | 8.973                       | 10,44 | Per Ravenna                   | 6.456  | 8,18  | 2     |
| Partito Pensionati                   | Alvaro Ancisi                 | 8.973                       | 10,44 | 629                           | 0,80   | -     |       |
| Lista del Mare                       | Alvaro Ancisi                 | 8.973                       | 10,44 | 452                           | 0,57   | -     |       |
| Ravenna in Web                       | Alvaro Ancisi                 | 8.973                       | 10,44 | 234                           | 0,30   | -     |       |
| Seggio al candidato sindaco          | Seggio al candidato sindaco   | Seggio al candidato sindaco | 10,44 | 1                             |        |       |       |
|                                      | Pietro Vandini                | 8.452                       | 9,84  | Movimento 5 Stelle            | 7.347  | 9,31  | 3     |
|                                      | Gianluca Palazzetti           | 1.925                       | 2,24  | Futuro e Libertà per l'Italia | 1.585  | 2,01  | -     |
|                                      | Samantha Comizzoli            | 865                         | 1,01  | Punto a Capo                  | 618    | 0,78  | -     |
| Totale                               | Totale                        | 85.926                      |       |                               | 78.938 |       | 32    |

#### Rimini
| Candidati                   | Candidati                            | Voti                        | %     | Liste                           | Voti   | %     | Seggi |
| --------------------------- | ------------------------------------ | --------------------------- | ----- | ------------------------------- | ------ | ----- | ----- |
|                             | Andrea Gnassi Accede al ballottaggio | 28.449                      | 37,95 | Partito Democratico             | 19.372 | 29,76 | 16    |
| Italia dei Valori           | Andrea Gnassi Accede al ballottaggio | 28.449                      | 37,95 | 1.931                           | 2,97   | 1     |       |
| Rimini per Rimini           | Andrea Gnassi Accede al ballottaggio | 28.449                      | 37,95 | 1.628                           | 2,50   | 1     |       |
| Federazione della Sinistra  | Andrea Gnassi Accede al ballottaggio | 28.449                      | 37,95 | 1.281                           | 1,97   | 1     |       |
| Federazione dei Verdi       | Andrea Gnassi Accede al ballottaggio | 28.449                      | 37,95 | 739                             | 1,14   | -     |       |
| Partito Socialista Italiano | Andrea Gnassi Accede al ballottaggio | 28.449                      | 37,95 | 451                             | 0,69   | -     |       |
|                             | Gioenzo Renzi Accede al ballottaggio | 26.075                      | 34,78 | Il Popolo della Libertà         | 17.089 | 26,25 | 7     |
| Lega Nord                   | Gioenzo Renzi Accede al ballottaggio | 26.075                      | 34,78 | 4.757                           | 7,31   | 1     |       |
| Seggio al candidato sindaco | Seggio al candidato sindaco          | Seggio al candidato sindaco | 34,78 | 1                               |        |       |       |
|                             | Luigi Camporesi                      | 8.487                       | 11,32 | Movimento 5 Stelle              | 7.655  | 11,76 | 3     |
|                             | Fabio Pazzaglia                      | 3.745                       | 5,00  | Sinistra Ecologia Libertà       | 2.281  | 3,50  | -     |
| Fare Comune                 | Fabio Pazzaglia                      | 3.745                       | 5,00  | 486                             | 0,75   | -     |       |
| Seggio al candidato sindaco | Seggio al candidato sindaco          | Seggio al candidato sindaco | 5,00  | 1                               |        |       |       |
|                             | Marco Moretti                        | 2.638                       | 3,52  | Rimini 2021                     | 1.183  | 1,82  | -     |
| Unione di Centro            | Marco Moretti                        | 2.638                       | 3,52  | 1.062                           | 1,63   | -     |       |
|                             | Antonio Polselli                     | 2.292                       | 3,06  | Rimini Più                      | 2.187  | 3,36  | -     |
|                             | Pasquale Barone                      | 1.462                       | 1,95  | Futuro e Libertà per l'Italia   | 917    | 1,41  | -     |
| Il Cuore di Rimini          | Pasquale Barone                      | 1.462                       | 1,95  | 538                             | 0,83   | -     |       |
|                             | Claudio Dau                          | 599                         | 0,80  | La Destra                       | 540    | 0,83  | -     |
|                             | Sandro Pizzagalli                    | 460                         | 0,61  | Sinistra Critica                | 395    | 0,61  | -     |
|                             | Aleardo Maria Cingolani              | 387                         | 0,52  | Io Amo l'Italia                 | 329    | 0,51  | -     |
|                             | Nadia Toni                           | 214                         | 0,29  | Federalisti Democratici Europei | 130    | 0,20  | -     |
|                             | Pier Alberto Maletti                 | 160                         | 0,21  | Fiamma Tricolore                | 142    | 0,22  | -     |
| Totale                      | Totale                               | 74.968                      |       |                                 | 65.093 |       | 32    |

Ballottaggio
| Candidati | Candidati                | Voti   | %     |
| --------- | ------------------------ | ------ | ----- |
|           | Andrea Gnassi ✔️ Sindaco | 36.335 | 53,47 |
|           | Gioenzo Renzi            | 31.623 | 46,53 |
| Totale    | Totale                   | 67.958 |       |

### Toscana

#### Arezzo
| Candidati                         | Candidati                   | Voti                        | %     | Liste                                   | Voti   | %     | Seggi |
| --------------------------------- | --------------------------- | --------------------------- | ----- | --------------------------------------- | ------ | ----- | ----- |
|                                   | Giuseppe Fanfani ✔️ Sindaco | 27.539                      | 51,21 | Partito Democratico                     | 18.154 | 39,28 | 16    |
| Sinistra Ecologia Libertà         | Giuseppe Fanfani ✔️ Sindaco | 27.539                      | 51,21 | 2.181                                   | 4,72   | 1     |       |
| Italia dei Valori                 | Giuseppe Fanfani ✔️ Sindaco | 27.539                      | 51,21 | 1.859                                   | 4,02   | 1     |       |
| Sinistra per Arezzo (FDS - Verdi) | Giuseppe Fanfani ✔️ Sindaco | 27.539                      | 51,21 | 1.839                                   | 3,98   | 1     |       |
| La Città di Tutti                 | Giuseppe Fanfani ✔️ Sindaco | 27.539                      | 51,21 | 549                                     | 1,19   | -     |       |
| Partito Socialista Italiano       | Giuseppe Fanfani ✔️ Sindaco | 27.539                      | 51,21 | 461                                     | 1,00   | -     |       |
|                                   | Grazia Sestini              | 14.195                      | 26,40 | Il Popolo della Libertà                 | 8.745  | 18,92 | 6     |
| Lega Nord                         | Grazia Sestini              | 14.195                      | 26,40 | 1.599                                   | 3,46   | 1     |       |
| La Destra                         | Grazia Sestini              | 14.195                      | 26,40 | 830                                     | 1,80   | -     |       |
| Seggio al candidato sindaco       | Seggio al candidato sindaco | Seggio al candidato sindaco | 26,40 | 1                                       |        |       |       |
|                                   | Luigi Lucherini             | 3.751                       | 6,97  | Progetto per Arezzo                     | 2.549  | 5,51  | 2     |
|                                   | Lucio Bianchi               | 3.175                       | 5,90  | Movimento 5 Stelle                      | 2.678  | 5,79  | 2     |
|                                   | Luigi Scatizzi              | 1.788                       | 3,32  | Nuovo Polo per Arezzo (FLI - UDC - API) | 1.930  | 4,18  | 1     |
|                                   | Armando Cherici             | 1.483                       | 2,76  | Noi Cittadini                           | 1.203  | 2,60  | -     |
|                                   | Francesco Macrì             | 1.452                       | 2,70  | Arezzo Domani                           | 1.241  | 2,68  | -     |
|                                   | Gabriele Chiurli            | 290                         | 0,54  | Unione Toscana                          | 311    | 0,67  | -     |
|                                   | Guglielmo De Marinis        | 105                         | 0,20  | Lega Autonomista Toscana                | 91     | 0,20  | -     |
| Totale                            | Totale                      | 53.778                      |       |                                         | 46.220 |       | 32    |

#### Grosseto
| Candidati                          | Candidati                              | Voti                        | %     | Liste                     | Voti   | %     | Seggi |
| ---------------------------------- | -------------------------------------- | --------------------------- | ----- | ------------------------- | ------ | ----- | ----- |
|                                    | Emilio Bonifazi Accede al ballottaggio | 20.909                      | 45,83 | Partito Democratico       | 11.506 | 28,38 | 12    |
| Riformisti per Grosseto - PSI      | Emilio Bonifazi Accede al ballottaggio | 20.909                      | 45,83 | 3.000                     | 7,40   | 3     |       |
| Unione di Centro - API             | Emilio Bonifazi Accede al ballottaggio | 20.909                      | 45,83 | 2.008                     | 4,95   | 2     |       |
| Italia dei Valori                  | Emilio Bonifazi Accede al ballottaggio | 20.909                      | 45,83 | 1.645                     | 4,06   | 1     |       |
| Grosseto Insieme                   | Emilio Bonifazi Accede al ballottaggio | 20.909                      | 45,83 | 1.609                     | 3,97   | 1     |       |
|                                    | Mario Lolini Accede al ballottaggio    | 16.154                      | 35,41 | Il Popolo della Libertà   | 7.852  | 19,37 | 5     |
| Nuovo Polo per Grosseto            | Mario Lolini Accede al ballottaggio    | 16.154                      | 35,41 | 4.051                     | 9,99   | 3     |       |
| Lega Nord                          | Mario Lolini Accede al ballottaggio    | 16.154                      | 35,41 | 875                       | 2,16   | -     |       |
| La Destra                          | Mario Lolini Accede al ballottaggio    | 16.154                      | 35,41 | 720                       | 1,78   | -     |       |
| Seggio al candidato sindaco        | Seggio al candidato sindaco            | Seggio al candidato sindaco | 35,41 | 1                         |        |       |       |
|                                    | Cristina Citerni                       | 3.795                       | 8,32  | Sinistra Ecologia Libertà | 2.076  | 5,12  | 1     |
| Federazione della Sinistra - Verdi | Cristina Citerni                       | 3.795                       | 8,32  | 1.187                     | 2,93   | -     |       |
| Seggio al candidato sindaco        | Seggio al candidato sindaco            | Seggio al candidato sindaco | 8,32  | 1                         |        |       |       |
|                                    | Giacomo Gori                           | 2.354                       | 5,16  | Movimento 5 Stelle        | 2.040  | 5,03  | 1     |
|                                    | Massimo Felicioni                      | 1.645                       | 3,61  | Grosseto Oggi             | 1.544  | 3,81  | 1     |
|                                    | Alessandro Bragaglia                   | 761                         | 1,67  | Lega Maremma - M.A.T.     | 362    | 0,89  | -     |
| Partito del Sud                    | Alessandro Bragaglia                   | 761                         | 1,67  | 61                        | 0,15   | -     |       |
| Totale                             | Totale                                 | 45.618                      |       |                           | 40.536 |       | 32    |

Ballottaggio
| Candidati | Candidati                  | Voti   | %     |
| --------- | -------------------------- | ------ | ----- |
|           | Emilio Bonifazi ✔️ Sindaco | 22.848 | 57,28 |
|           | Mario Lolini               | 17.041 | 42,72 |
| Totale    | Totale                     | 39.889 |       |

#### Siena
| Candidati                              | Candidati                   | Voti                        | %     | Liste                   | Voti   | %     | Seggi |
| -------------------------------------- | --------------------------- | --------------------------- | ----- | ----------------------- | ------ | ----- | ----- |
|                                        | Franco Ceccuzzi ✔️ Sindaco  | 17.802                      | 54,71 | Partito Democratico     | 11.723 | 38,50 | 15    |
| Siena Futura                           | Franco Ceccuzzi ✔️ Sindaco  | 17.802                      | 54,71 | 2.230                   | 7,32   | 3     |       |
| Riformisti                             | Franco Ceccuzzi ✔️ Sindaco  | 17.802                      | 54,71 | 2.167                   | 7,12   | 2     |       |
| Sinistra Ecologia Libertà              | Franco Ceccuzzi ✔️ Sindaco  | 17.802                      | 54,71 | 1.397                   | 4,59   | 1     |       |
| Italia dei Valori                      | Franco Ceccuzzi ✔️ Sindaco  | 17.802                      | 54,71 | 738                     | 2,42   | -     |       |
| Federazione della Sinistra             | Franco Ceccuzzi ✔️ Sindaco  | 17.802                      | 54,71 | 663                     | 2,18   | -     |       |
|                                        | Alessandro Nannini          | 5.933                       | 18,23 | Il Popolo della Libertà | 4.346  | 14,27 | 5     |
| Lega Nord                              | Alessandro Nannini          | 5.933                       | 18,23 | 784                     | 2,57   | -     |       |
| Io Amo Siena                           | Alessandro Nannini          | 5.933                       | 18,23 | 319                     | 1,05   | -     |       |
| Movimento Difesa Senesità              | Alessandro Nannini          | 5.933                       | 18,23 | 73                      | 0,24   | -     |       |
| Seggio al candidato sindaco            | Seggio al candidato sindaco | Seggio al candidato sindaco | 18,23 | 1                       |        |       |       |
|                                        | Gabriele Corradi            | 5.445                       | 16,73 | Per Corradi Sindaco     | 1.481  | 4,86  | 1     |
| Liste Civiche Senesi                   | Gabriele Corradi            | 5.445                       | 16,73 | 1.392                   | 4,57   | 1     |       |
| Nuovo Polo per Siena (API - UDC - FLI) | Gabriele Corradi            | 5.445                       | 16,73 | 1.019                   | 3,35   | 1     |       |
| Seggio al candidato sindaco            | Seggio al candidato sindaco | Seggio al candidato sindaco | 16,73 | 1                       |        |       |       |
|                                        | Laura Vigni                 | 2.203                       | 6,77  | Sinistra per Siena      | 1.287  | 4,23  | 1     |
|                                        | Michele Pinassi             | 1.154                       | 3,55  | Movimento 5 Stelle      | 833    | 2,74  | -     |
| Totale                                 | Totale                      | 32.537                      |       |                         | 30.452 |       | 32    |

### Marche

#### Fermo
| Candidati                       | Candidati                            | Voti                        | %     | Liste                           | Voti   | %     | Seggi |
| ------------------------------- | ------------------------------------ | --------------------------- | ----- | ------------------------------- | ------ | ----- | ----- |
|                                 | Nella Brambatti ✔️ Sindaco           | 10.896                      | 51,35 | Partito Democratico             | 5.456  | 27,90 | 11    |
| Fermo si Muove                  | Nella Brambatti ✔️ Sindaco           | 10.896                      | 51,35 | 1.661                           | 8,49   | 3     |       |
| Sinistra Ecologia Libertà       | Nella Brambatti ✔️ Sindaco           | 10.896                      | 51,35 | 1.214                           | 6,21   | 2     |       |
| Federazione della Sinistra      | Nella Brambatti ✔️ Sindaco           | 10.896                      | 51,35 | 819                             | 4,19   | 1     |       |
| Italia dei Valori               | Nella Brambatti ✔️ Sindaco           | 10.896                      | 51,35 | 620                             | 3,17   | 1     |       |
| Per Fermo                       | Nella Brambatti ✔️ Sindaco           | 10.896                      | 51,35 | 536                             | 2,74   | 1     |       |
|                                 | Ester Maria Rutili                   | 5.662                       | 26,68 | Il Popolo della Libertà         | 3.244  | 16,59 | 5     |
| Fermo Libera                    | Ester Maria Rutili                   | 5.662                       | 26,68 | 1.103                           | 5,64   | 2     |       |
| Lega Nord                       | Ester Maria Rutili                   | 5.662                       | 26,68 | 271                             | 1,39   | -     |       |
| Futuro e Libertà per l'Italia   | Ester Maria Rutili                   | 5.662                       | 26,68 | 265                             | 1,36   | -     |       |
| I Popolari di Italia Domani     | Ester Maria Rutili                   | 5.662                       | 26,68 | 184                             | 0,94   | -     |       |
| Movimento Fermano               | Ester Maria Rutili                   | 5.662                       | 26,68 | 126                             | 0,64   | -     |       |
| La Destra                       | Ester Maria Rutili                   | 5.662                       | 26,68 | 96                              | 0,49   | -     |       |
| Movimento per l'Impegno Sociale | Ester Maria Rutili                   | 5.662                       | 26,68 | 63                              | 0,32   | -     |       |
| Seggio al candidato sindaco     | Seggio al candidato sindaco          | Seggio al candidato sindaco | 26,68 | 1                               |        |       |       |
|                                 | Giampiero Gallucci                   | 2.349                       | 11,07 | Unione di Centro                | 1.370  | 7,01  | 2     |
| Nuovo Polo                      | Giampiero Gallucci                   | 2.349                       | 11,07 | 455                             | 2,33   | -     |       |
| Alleanza per l'Italia           | Giampiero Gallucci                   | 2.349                       | 11,07 | 111                             | 0,57   | -     |       |
| Seggio al candidato sindaco     | Seggio al candidato sindaco          | Seggio al candidato sindaco | 11,07 | 1                               |        |       |       |
|                                 | Luciano Romanella Eletto consigliere | 1.296                       | 6,11  | Movimento Civico Pro Territorio | 1.052  | 5,38  | -     |
|                                 | Gaetano Massucci                     | 706                         | 3,33  | Il Centro                       | 637    | 3,26  | 1     |
|                                 | Vittorio Traini                      | 310                         | 1,46  | Fermo Futura                    | 272    | 1,39  | -     |
| Totale                          | Totale                               | 21.219                      |       |                                 | 19.555 |       | 32    |

### Lazio

#### Latina
| Candidati                   | Candidati                     | Voti                        | %     | Liste                              | Voti   | %     | Seggi |
| --------------------------- | ----------------------------- | --------------------------- | ----- | ---------------------------------- | ------ | ----- | ----- |
|                             | Giovanni Di Giorgi ✔️ Sindaco | 40.076                      | 50,97 | Il Popolo della Libertà            | 21.147 | 28,12 | 11    |
| Città Nuove                 | Giovanni Di Giorgi ✔️ Sindaco | 40.076                      | 50,97 | 6.720                              | 8,93   | 3     |       |
| Di Giorgi Sindaco           | Giovanni Di Giorgi ✔️ Sindaco | 40.076                      | 50,97 | 5.468                              | 7,27   | 3     |       |
| Progetto per Latina         | Giovanni Di Giorgi ✔️ Sindaco | 40.076                      | 50,97 | 5.068                              | 6,74   | 2     |       |
| Unione di Centro            | Giovanni Di Giorgi ✔️ Sindaco | 40.076                      | 50,97 | 3.764                              | 5,00   | 2     |       |
| Lega Federalista            | Giovanni Di Giorgi ✔️ Sindaco | 40.076                      | 50,97 | 1.028                              | 1,37   | -     |       |
| La Destra                   | Giovanni Di Giorgi ✔️ Sindaco | 40.076                      | 50,97 | 976                                | 1,30   | -     |       |
|                             | Claudio Moscardelli           | 27.929                      | 35,52 | Partito Democratico                | 14.070 | 18,71 | 8     |
| Sì per Latina               | Claudio Moscardelli           | 27.929                      | 35,52 | 2.802                              | 3,73   | 1     |       |
| Italia dei Valori           | Claudio Moscardelli           | 27.929                      | 35,52 | 1.569                              | 2,09   | -     |       |
| Sinistra Ecologia Libertà   | Claudio Moscardelli           | 27.929                      | 35,52 | 1.435                              | 1,91   | -     |       |
| Alleanza per l'Italia       | Claudio Moscardelli           | 27.929                      | 35,52 | 671                                | 0,89   | -     |       |
| Agricoltura Mare Turismo    | Claudio Moscardelli           | 27.929                      | 35,52 | 325                                | 0,43   | -     |       |
| Partito Socialista Italiano | Claudio Moscardelli           | 27.929                      | 35,52 | 148                                | 0,20   | -     |       |
| Seggio al candidato sindaco | Seggio al candidato sindaco   | Seggio al candidato sindaco | 35,52 | 1                                  |        |       |       |
|                             | Marco Gatto                   | 2.313                       | 2,94  | Latina Capitale                    | 1.925  | 2,56  | -     |
|                             | Marco Fioravante              | 2.224                       | 2,83  | Il Patto                           | 2.359  | 3,14  | 1     |
|                             | Giuseppe Vacciano             | 1.055                       | 1,34  | Movimento 5 Stelle                 | 940    | 1,25  | -     |
|                             | Delio Redi                    | 1.039                       | 1,32  | Alleanza di Centro                 | 1.122  | 1,49  | -     |
|                             | Francesco Autieri             | 958                         | 1,22  | Movimento delle Province del Lazio | 582    | 0,77  | -     |
| Movimento Sociale Italiano  | Francesco Autieri             | 958                         | 1,22  | 375                                | 0,50   | -     |       |
|                             | Filippo Cosignani             | 831                         | 1,06  | Futuro e Libertà per l'Italia      | 526    | 0,70  | -     |
|                             | Giancarlo Nardin              | 780                         | 0,99  | Latina Futura                      | 918    | 1,22  | -     |
|                             | Ruggero Mantovani             | 546                         | 0,69  | Partito di Alternativa Comunista   | 407    | 0,54  | -     |
|                             | Sergio Sciaudone              | 472                         | 0,60  | Sinistra Per Latina                | 502    | 0,67  | -     |
|                             | Danilo Calvani                | 320                         | 0,41  | Comitati Riuniti Agricoli          | 240    | 0,32  | -     |
|                             | Giampiero Oddi                | 91                          | 0,12  | Noi Sud                            | 123    | 0,16  | -     |
| Totale                      | Totale                        | 78.634                      |       |                                    | 75.210 |       | 32    |

### Campania

#### Benevento
| Candidati                           | Candidati                   | Voti                        | %     | Liste                   | Voti   | %     | Seggi |
| ----------------------------------- | --------------------------- | --------------------------- | ----- | ----------------------- | ------ | ----- | ----- |
|                                     | Fausto Pepe ✔️ Sindaco      | 22.021                      | 51,61 | Partito Democratico     | 9.711  | 23,62 | 10    |
| Lealtà per Benevento                | Fausto Pepe ✔️ Sindaco      | 22.021                      | 51,61 | 6.081                   | 14,79  | 6     |       |
| Alleanza per l'Italia               | Fausto Pepe ✔️ Sindaco      | 22.021                      | 51,61 | 2.876                   | 7,00   | 2     |       |
| Italia dei Valori                   | Fausto Pepe ✔️ Sindaco      | 22.021                      | 51,61 | 1.193                   | 2,90   | 1     |       |
| Sinistra Ecologia Libertà           | Fausto Pepe ✔️ Sindaco      | 22.021                      | 51,61 | 568                     | 1,38   | -     |       |
| Unione per Benevento                | Fausto Pepe ✔️ Sindaco      | 22.021                      | 51,61 | 374                     | 0,91   | -     |       |
| Benevento in Movimento              | Fausto Pepe ✔️ Sindaco      | 22.021                      | 51,61 | 357                     | 0,87   | -     |       |
|                                     | Carmine Nardone             | 13.234                      | 31,02 | Territorio è Libertà    | 3.162  | 7,69  | 3     |
| UDEUR - Popolari per il Sud         | Carmine Nardone             | 13.234                      | 31,02 | 2.949                   | 7,17   | 2     |       |
| Unione di Centro                    | Carmine Nardone             | 13.234                      | 31,02 | 2.643                   | 6,43   | 2     |       |
| Noi e Voi per Benevento             | Carmine Nardone             | 13.234                      | 31,02 | 1.839                   | 4,47   | 1     |       |
| Sud Innovazione Legalità            | Carmine Nardone             | 13.234                      | 31,02 | 1.720                   | 4,18   | 1     |       |
| Partito Socialista Italiano         | Carmine Nardone             | 13.234                      | 31,02 | 1.036                   | 2,52   | -     |       |
| Città Nuova                         | Carmine Nardone             | 13.234                      | 31,02 | 835                     | 2,03   | -     |       |
| Seggio al candidato sindaco         | Seggio al candidato sindaco | Seggio al candidato sindaco | 31,02 | 1                       |        |       |       |
|                                     | Raffaele Tibaldi            | 6.279                       | 14,72 | Il Popolo della Libertà | 3.637  | 8,85  | 2     |
| Io Amo Benevento                    | Raffaele Tibaldi            | 6.279                       | 14,72 | 611                     | 1,49   | -     |       |
| I Popolari di Italia Domani         | Raffaele Tibaldi            | 6.279                       | 14,72 | 345                     | 0,84   | -     |       |
| Forza del Sud - Socialisti Liberali | Raffaele Tibaldi            | 6.279                       | 14,72 | 281                     | 0,68   | -     |       |
| Azione Sociale Sud                  | Raffaele Tibaldi            | 6.279                       | 14,72 | 205                     | 0,50   | -     |       |
| La Destra                           | Raffaele Tibaldi            | 6.279                       | 14,72 | 111                     | 0,27   | -     |       |
| Alleanza di Centro                  | Raffaele Tibaldi            | 6.279                       | 14,72 | 48                      | 0,12   | -     |       |
| Seggio al candidato sindaco         | Seggio al candidato sindaco | Seggio al candidato sindaco | 14,72 | 1                       |        |       |       |
|                                     | Antonio Medici              | 1.135                       | 2,66  | Ora                     | 532    | 1,29  | -     |
| Totale                              | Totale                      | 42.669                      |       |                         | 41.114 |       | 32    |

#### Caserta
| Candidati                                 | Candidati                   | Voti                        | %     | Liste                         | Voti   | %     | Seggi |
| ----------------------------------------- | --------------------------- | --------------------------- | ----- | ----------------------------- | ------ | ----- | ----- |
|                                           | Pio Del Gaudio ✔️ Sindaco   | 26.023                      | 52,65 | Il Popolo della Libertà       | 10.307 | 21,62 | 8     |
| Caserta Più                               | Pio Del Gaudio ✔️ Sindaco   | 26.023                      | 52,65 | 6.136                         | 12,87  | 5     |       |
| Unione di Centro                          | Pio Del Gaudio ✔️ Sindaco   | 26.023                      | 52,65 | 4.586                         | 9,62   | 3     |       |
| Nuovo PSI                                 | Pio Del Gaudio ✔️ Sindaco   | 26.023                      | 52,65 | 2.741                         | 5,75   | 2     |       |
| Forza del Sud                             | Pio Del Gaudio ✔️ Sindaco   | 26.023                      | 52,65 | 1.975                         | 4,14   | 1     |       |
| Movimento per le Autonomie                | Pio Del Gaudio ✔️ Sindaco   | 26.023                      | 52,65 | 1.578                         | 3,31   | 1     |       |
| Noi Sud                                   | Pio Del Gaudio ✔️ Sindaco   | 26.023                      | 52,65 | 1.302                         | 2,73   | 1     |       |
| Democrazia Cristiana - Alleanza di Popolo | Pio Del Gaudio ✔️ Sindaco   | 26.023                      | 52,65 | 569                           | 1,19   | -     |       |
| La Destra                                 | Pio Del Gaudio ✔️ Sindaco   | 26.023                      | 52,65 | 416                           | 0,87   | -     |       |
| Alleanza di Centro                        | Pio Del Gaudio ✔️ Sindaco   | 26.023                      | 52,65 | 391                           | 0,82   | -     |       |
| Stop Camorra                              | Pio Del Gaudio ✔️ Sindaco   | 26.023                      | 52,65 | 12                            | 0,03   | -     |       |
|                                           | Carlo Marino                | 12.928                      | 26,16 | Partito Democratico           | 4.732  | 9,92  | 3     |
| Partito Socialista Italiano               | Carlo Marino                | 12.928                      | 26,16 | 2.510                         | 5,26   | 2     |       |
| Caserta Viva                              | Carlo Marino                | 12.928                      | 26,16 | 1.301                         | 2,73   | 1     |       |
| Italia dei Valori                         | Carlo Marino                | 12.928                      | 26,16 | 1.216                         | 2,55   | -     |       |
| Sinistra Ecologia Libertà                 | Carlo Marino                | 12.928                      | 26,16 | 1.198                         | 2,51   | -     |       |
| Federazione della Sinistra                | Carlo Marino                | 12.928                      | 26,16 | 436                           | 0,91   | -     |       |
| Acqua Pubblica                            | Carlo Marino                | 12.928                      | 26,16 | 20                            | 0,04   | -     |       |
| Seggio al candidato sindaco               | Seggio al candidato sindaco | Seggio al candidato sindaco | 26,16 | 1                             |        |       |       |
|                                           | Nicola Melone               | 5.639                       | 11,41 | Speranza per Caserta          | 2.890  | 6,06  | 2     |
|                                           | Luigi Falco                 | 4.538                       | 9,18  | Futuro e Libertà per l'Italia | 1.487  | 3,12  | 1     |
| Sei Caserta                               | Luigi Falco                 | 4.538                       | 9,18  | 1.257                         | 2,64   | -     |       |
| UDEUR - Popolari per il Sud               | Luigi Falco                 | 4.538                       | 9,18  | 310                           | 0,65   | -     |       |
| Alleanza per l'Italia                     | Luigi Falco                 | 4.538                       | 9,18  | 228                           | 0,48   | -     |       |
| Seggio al candidato sindaco               | Seggio al candidato sindaco | Seggio al candidato sindaco | 9,18  | 1                             |        |       |       |
|                                           | Caterina Corse              | 168                         | 0,34  | Caserta No Caste              | 39     | 0,08  | -     |
|                                           | Antonio De Falco            | 131                         | 0,27  | Partito del Sud               | 44     | 0,09  | -     |
| Totale                                    | Totale                      | 49.427                      |       |                               | 47.681 |       | 32    |

#### Napoli
| Candidati                                         | Candidati                                 | Voti                        | %     | Liste                            | Voti    | %     | Seggi |
| ------------------------------------------------- | ----------------------------------------- | --------------------------- | ----- | -------------------------------- | ------- | ----- | ----- |
|                                                   | Gianni Lettieri Accede al ballottaggio    | 179.575                     | 38,52 | Il Popolo della Libertà          | 97.752  | 23,85 | 7     |
| Forza del Sud - Nuovo PSI                         | Gianni Lettieri Accede al ballottaggio    | 179.575                     | 38,52 | 21.428                           | 5,23    | 1     |       |
| Noi Sud                                           | Gianni Lettieri Accede al ballottaggio    | 179.575                     | 38,52 | 14.658                           | 3,58    | 1     |       |
| Liberi con Lettieri                               | Gianni Lettieri Accede al ballottaggio    | 179.575                     | 38,52 | 12.571                           | 3,07    | 1     |       |
| I Popolari di Italia Domani                       | Gianni Lettieri Accede al ballottaggio    | 179.575                     | 38,52 | 8.881                            | 2,17    | -     |       |
| Insieme per Napoli (Pensionati - PAS - UPC - LSA) | Gianni Lettieri Accede al ballottaggio    | 179.575                     | 38,52 | 6.776                            | 1,65    | -     |       |
| Partito Repubblicano Italiano                     | Gianni Lettieri Accede al ballottaggio    | 179.575                     | 38,52 | 5.976                            | 1,46    | -     |       |
| La Destra                                         | Gianni Lettieri Accede al ballottaggio    | 179.575                     | 38,52 | 4.567                            | 1,11    | -     |       |
| Giovani in Corsa                                  | Gianni Lettieri Accede al ballottaggio    | 179.575                     | 38,52 | 3.089                            | 0,75    | -     |       |
| Alleanza di Centro                                | Gianni Lettieri Accede al ballottaggio    | 179.575                     | 38,52 | 1.061                            | 0,26    | -     |       |
| Terzo Polo di Centro - Democrazia Cristiana       | Gianni Lettieri Accede al ballottaggio    | 179.575                     | 38,52 | 142                              | 0,03    | -     |       |
| Seggio al candidato sindaco                       | Seggio al candidato sindaco               | Seggio al candidato sindaco | 38,52 | 1                                |         |       |       |
|                                                   | Luigi De Magistris Accede al ballottaggio | 128.303                     | 27,52 | Italia dei Valori                | 33.320  | 8,13  | 15    |
| Napoli è Tua                                      | Luigi De Magistris Accede al ballottaggio | 128.303                     | 27,52 | 18.902                           | 4,61    | 8     |       |
| Federazione della Sinistra                        | Luigi De Magistris Accede al ballottaggio | 128.303                     | 27,52 | 15.008                           | 3,66    | 6     |       |
| Partito del Sud                                   | Luigi De Magistris Accede al ballottaggio | 128.303                     | 27,52 | 1.292                            | 0,32    | -     |       |
|                                                   | Mario Morcone                             | 89.280                      | 19,15 | Partito Democratico              | 68.018  | 16,59 | 4     |
| Sinistra Ecologia Libertà                         | Mario Morcone                             | 89.280                      | 19,15 | 16.283                           | 3,97    | -     |       |
| Le Competenze per Napoli                          | Mario Morcone                             | 89.280                      | 19,15 | 5.251                            | 1,28    | -     |       |
| Socialisti Laici Ecologisti Verdi (PSI - Verdi)   | Mario Morcone                             | 89.280                      | 19,15 | 3.431                            | 0,84    | -     |       |
| Seggio al candidato sindaco                       | Seggio al candidato sindaco               | Seggio al candidato sindaco | 19,15 | 1                                |         |       |       |
|                                                   | Raimondo Pasquino                         | 45.449                      | 9,75  | Unione di Centro                 | 21.355  | 5,21  | 1     |
| Futuro e Libertà per l'Italia                     | Raimondo Pasquino                         | 45.449                      | 9,75  | 13.807                           | 3,37    | 1     |       |
| Alleanza per l'Italia                             | Raimondo Pasquino                         | 45.449                      | 9,75  | 6.003                            | 1,46    | -     |       |
| La Città                                          | Raimondo Pasquino                         | 45.449                      | 9,75  | 5.904                            | 1,44    | -     |       |
| Seggio al candidato sindaco                       | Seggio al candidato sindaco               | Seggio al candidato sindaco | 9,75  | 1                                |         |       |       |
|                                                   | Clemente Mastella                         | 10.124                      | 2,17  | UDEUR - Popolari per il Sud      | 10.189  | 2,49  | -     |
| Mastella per Napoli                               | Clemente Mastella                         | 10.124                      | 2,17  | 905                              | 0,22    | -     |       |
|                                                   | Roberto Fico                              | 6.441                       | 1,38  | Movimento 5 Stelle               | 7.203   | 1,76  | -     |
|                                                   | Raffaele Di Monda                         | 3.568                       | 0,77  | Programma Innovazione Nazionale  | 2.554   | 0,62  | -     |
| Insorgenza Civile                                 | Raffaele Di Monda                         | 3.568                       | 0,77  | 1.024                            | 0,25    | -     |       |
|                                                   | Vittorio Lamberti                         | 1.612                       | 0,35  | Movimento Idea Sociale           | 954     | 0,23  | -     |
|                                                   | Ciro Formisano                            | 980                         | 0,21  | Partito Comunista dei Lavoratori | 813     | 0,20  | -     |
|                                                   | Giuseppe Marziale                         | 842                         | 0,18  | Napoli non si Piega              | 778     | 0,19  | -     |
| Totale                                            | Totale                                    | 466.174                     |       |                                  | 409.895 |       | 48    |

Ballottaggio
| Candidati | Candidati                     | Voti    | %     |
| --------- | ----------------------------- | ------- | ----- |
|           | Luigi de Magistris ✔️ Sindaco | 264.730 | 65,38 |
|           | Gianni Lettieri               | 140.203 | 34,62 |
| Totale    | Totale                        | 404.933 |       |

#### Salerno
| Candidati                      | Candidati                   | Voti                        | %     | Liste                            | Voti   | %     | Seggi |
| ------------------------------ | --------------------------- | --------------------------- | ----- | -------------------------------- | ------ | ----- | ----- |
|                                | Vincenzo De Luca ✔️ Sindaco | 66.761                      | 74,42 | Progressisti per Salerno         | 21.963 | 25,94 | 10    |
| Campania Libera                | Vincenzo De Luca ✔️ Sindaco | 66.761                      | 74,42 | 12.797                           | 15,11  | 5     |       |
| Salerno per i Giovani          | Vincenzo De Luca ✔️ Sindaco | 66.761                      | 74,42 | 12.428                           | 14,68  | 5     |       |
| Partito Socialista Italiano    | Vincenzo De Luca ✔️ Sindaco | 66.761                      | 74,42 | 3.858                            | 4,56   | 1     |       |
| Sinistra Ecologia Libertà      | Vincenzo De Luca ✔️ Sindaco | 66.761                      | 74,42 | 3.182                            | 3,76   | 1     |       |
|                                | Anna Ferrazzano             | 15.715                      | 17,52 | Il Popolo della Libertà          | 10.045 | 11,86 | 4     |
| Principe Arechi                | Anna Ferrazzano             | 15.715                      | 17,52 | 4.987                            | 5,89   | 2     |       |
| Alleanza per Salerno           | Anna Ferrazzano             | 15.715                      | 17,52 | 4.669                            | 5,51   | 1     |       |
| Alleanza di Centro - La Destra | Anna Ferrazzano             | 15.715                      | 17,52 | 1.037                            | 1,22   | -     |       |
| Noi Sud                        | Anna Ferrazzano             | 15.715                      | 17,52 | 781                              | 0,92   | -     |       |
| Forza del Sud                  | Anna Ferrazzano             | 15.715                      | 17,52 | 43                               | 0,05   | -     |       |
| Seggio al candidato sindaco    | Seggio al candidato sindaco | Seggio al candidato sindaco | 17,52 | 1                                |        |       |       |
|                                | Salvatore Gagliano          | 3.339                       | 3,72  | Unione di Centro                 | 4.653  | 5,49  | 1     |
| UDEUR - Popolari per il Sud    | Salvatore Gagliano          | 3.339                       | 3,72  | 864                              | 1,02   | -     |       |
| Alleanza per l'Italia          | Salvatore Gagliano          | 3.339                       | 3,72  | 232                              | 0,27   | -     |       |
| Seggio al candidato sindaco    | Seggio al candidato sindaco | Seggio al candidato sindaco | 3,72  | 1                                |        |       |       |
|                                | Rosa Egidio Masullo         | 2.008                       | 2,24  | Federazione della Sinistra       | 886    | 1,05  | -     |
| Italia dei Valori              | Rosa Egidio Masullo         | 2.008                       | 2,24  | 650                              | 0,77   | -     |       |
| Salerno Democratica            | Rosa Egidio Masullo         | 2.008                       | 2,24  | 583                              | 0,69   | -     |       |
|                                | Andrea Cioffi               | 1.676                       | 1,87  | Movimento 5 Stelle               | 928    | 1,10  | -     |
|                                | Valerio Torre               | 204                         | 0,23  | Partito di Alternativa Comunista | 97     | 0,11  | -     |
| Totale                         | Totale                      | 89.703                      |       |                                  | 84.683 |       | 32    |

### Puglia

#### Barletta
| Candidati                                                | Candidati                   | Voti                        | %     | Liste                            | Voti   | %     | Seggi |
| -------------------------------------------------------- | --------------------------- | --------------------------- | ----- | -------------------------------- | ------ | ----- | ----- |
|                                                          | Nicola Maffei ✔️ Sindaco    | 31.951                      | 55,63 | Partito Democratico              | 15.014 | 26,91 | 10    |
| La Buona Politica                                        | Nicola Maffei ✔️ Sindaco    | 31.951                      | 55,63 | 5.753                            | 10,31  | 3     |       |
| Partito Socialista italiano                              | Nicola Maffei ✔️ Sindaco    | 31.951                      | 55,63 | 3.330                            | 5,97   | 2     |       |
| Federazione della Sinistra                               | Nicola Maffei ✔️ Sindaco    | 31.951                      | 55,63 | 3.015                            | 5,40   | 2     |       |
| Italia dei Valori                                        | Nicola Maffei ✔️ Sindaco    | 31.951                      | 55,63 | 2.976                            | 5,33   | 2     |       |
| Sinistra Ecologia Libertà                                | Nicola Maffei ✔️ Sindaco    | 31.951                      | 55,63 | 2.934                            | 5,26   | 2     |       |
| Alleanza per l'Italia                                    | Nicola Maffei ✔️ Sindaco    | 31.951                      | 55,63 | 807                              | 1,45   | -     |       |
|                                                          | Mariagrazia Vitobello       | 17.944                      | 31,24 | Il Popolo della Libertà          | 8.762  | 15,70 | 6     |
| Nuova Generazione                                        | Mariagrazia Vitobello       | 17.944                      | 31,24 | 3.096                            | 5,55   | 2     |       |
| Barletta Vale                                            | Mariagrazia Vitobello       | 17.944                      | 31,24 | 1.580                            | 2,83   | 1     |       |
| Barletta in Rosa                                         | Mariagrazia Vitobello       | 17.944                      | 31,24 | 1.100                            | 1,97   | -     |       |
| La Puglia Prima di Tutto - Movimento Politico Schittulli | Mariagrazia Vitobello       | 17.944                      | 31,24 | 543                              | 0,97   | -     |       |
| Partito Democratico Cristiano                            | Mariagrazia Vitobello       | 17.944                      | 31,24 | 509                              | 0,91   | -     |       |
| Fiamma Tricolore                                         | Mariagrazia Vitobello       | 17.944                      | 31,24 | 187                              | 0,34   | -     |       |
| Seggio al candidato sindaco                              | Seggio al candidato sindaco | Seggio al candidato sindaco | 31,24 | 1                                |        |       |       |
|                                                          | Giuseppe Dipaola            | 2.923                       | 5,09  | Unione di Centro                 | 1.844  | 3,30  | -     |
| Siamo Barletta                                           | Giuseppe Dipaola            | 2.923                       | 5,09  | 564                              | 1,01   | -     |       |
| MIDA                                                     | Giuseppe Dipaola            | 2.923                       | 5,09  | 326                              | 0,58   | -     |       |
| Seggio al candidato sindaco                              | Seggio al candidato sindaco | Seggio al candidato sindaco | 5,09  | 1                                |        |       |       |
|                                                          | Ruggiero Dibenedetto        | 1.428                       | 2,49  | Voglio Te                        | 873    | 1,56  | -     |
| Futuro e Libertà per l'Italia                            | Ruggiero Dibenedetto        | 1.428                       | 2,49  | 583                              | 1,04   | -     |       |
|                                                          | Sabrina Salerno             | 1.028                       | 1,79  | Federazione dei Verdi            | 488    | 0,87  | -     |
|                                                          | Raffaella Porreca Salerno   | 932                         | 1,62  | Vivi Barletta                    | 699    | 1,25  | -     |
|                                                          | Michele Rizzi               | 489                         | 0,85  | Partito di Alternativa Comunista | 184    | 0,33  | -     |
|                                                          | Giuseppe Paolillo           | 281                         | 0,49  | Io Sud                           | 243    | 0,44  | -     |
|                                                          | Nicola Silvano Barracchia   | 269                         | 0,47  | Rifondazione DC                  | 267    | 0,48  | -     |
|                                                          | Vincenzo Torre              | 193                         | 0,34  | Il Futuro è Oggi                 | 125    | 0,22  | -     |
| Totale                                                   | Totale                      | 57.438                      |       |                                  | 55.802 |       | 32    |

### Calabria

#### Catanzaro
| Candidati                               | Candidati                    | Voti                        | %     | Liste                            | Voti   | %     | Seggi |
| --------------------------------------- | ---------------------------- | --------------------------- | ----- | -------------------------------- | ------ | ----- | ----- |
|                                         | Michele Traversa ✔️ Sindaco  | 37.034                      | 62,01 | Traversa Sindaco                 | 8.695  | 14,94 | 5     |
| Catanzaro da Vivere                     | Michele Traversa ✔️ Sindaco  | 37.034                      | 62,01 | 8.119                            | 13,95  | 5     |       |
| Il Popolo della Libertà                 | Michele Traversa ✔️ Sindaco  | 37.034                      | 62,01 | 5.916                            | 10,17  | 4     |       |
| Scopelliti Presidente                   | Michele Traversa ✔️ Sindaco  | 37.034                      | 62,01 | 5.659                            | 9,73   | 3     |       |
| Per Catanzaro                           | Michele Traversa ✔️ Sindaco  | 37.034                      | 62,01 | 5.267                            | 9,05   | 3     |       |
| Unione di Centro                        | Michele Traversa ✔️ Sindaco  | 37.034                      | 62,01 | 3.415                            | 5,87   | 2     |       |
| Alleanza di Centro                      | Michele Traversa ✔️ Sindaco  | 37.034                      | 62,01 | 3.337                            | 5,74   | 2     |       |
| Democrazia e Centralità                 | Michele Traversa ✔️ Sindaco  | 37.034                      | 62,01 | 1.758                            | 3,02   | 1     |       |
| Socialisti - Popolari UDEUR             | Michele Traversa ✔️ Sindaco  | 37.034                      | 62,01 | 1.493                            | 2,57   | 1     |       |
| Fiamma Tricolore                        | Michele Traversa ✔️ Sindaco  | 37.034                      | 62,01 | 953                              | 1,64   | -     |       |
| Noi Sud - Partito Repubblicano Italiano | Michele Traversa ✔️ Sindaco  | 37.034                      | 62,01 | 688                              | 1,18   | -     |       |
|                                         | Salvatore Scalzo             | 19.441                      | 32,55 | Svolta Democratica               | 3.609  | 6,20  | 2     |
| Partito Democratico                     | Salvatore Scalzo             | 19.441                      | 32,55 | 3.538                            | 6,08   | 1     |       |
| La Sinistra (SEL - FDS)                 | Salvatore Scalzo             | 19.441                      | 32,55 | 1.790                            | 3,08   | 1     |       |
| Italia dei Valori                       | Salvatore Scalzo             | 19.441                      | 32,55 | 463                              | 0,80   | -     |       |
| Giovane e Democratica                   | Salvatore Scalzo             | 19.441                      | 32,55 | 371                              | 0,64   | -     |       |
| Seggio al candidato sindaco             | Seggio al candidato sindaco  | Seggio al candidato sindaco | 32,55 | 1                                |        |       |       |
|                                         | Antonio Argirò               | 2.229                       | 3,73  | Autonomia e Diritti              | 2.473  | 4,25  | -     |
| Alleanza per l'Italia                   | Antonio Argirò               | 2.229                       | 3,73  | 182                              | 0,31   | -     |       |
| Seggio al candidato sindaco             | Seggio al candidato sindaco  | Seggio al candidato sindaco | 3,73  | 1                                |        |       |       |
|                                         | Luigi Ciambrone              | 366                         | 0,61  | Futuro e Libertà per l'Italia    | 160    | 0,28  | -     |
| Con Ciambrone per il Futuro             | Luigi Ciambrone              | 366                         | 0,61  | 42                               | 0,07   | -     |       |
|                                         | Pantaleone Pasquale Fioresta | 297                         | 0,50  | Lega Calabria Federalista        | 125    | 0,21  | -     |
|                                         | Francesco Aroma              | 186                         | 0,31  | Partito Comunista dei Lavoratori | 68     | 0,12  | -     |
|                                         | Luciano Celia                | 174                         | 0,29  | Io Sud - Fratelli d'Italia       | 60     | 0,10  | -     |
| Totale                                  | Totale                       | 59.727                      |       |                                  | 58.181 |       | 32    |

#### Cosenza
| Candidati                                           | Candidati                             | Voti                        | %     | Liste                   | Voti   | %     | Seggi |
| --------------------------------------------------- | ------------------------------------- | --------------------------- | ----- | ----------------------- | ------ | ----- | ----- |
|                                                     | Mario Occhiuto Accede al ballottaggio | 19.480                      | 45,61 | Unione di Centro        | 4.594  | 11,04 | 5     |
| Il Popolo della Libertà                             | Mario Occhiuto Accede al ballottaggio | 19.480                      | 45,61 | 4.556                   | 10,95  | 4     |       |
| Popolari Liberali                                   | Mario Occhiuto Accede al ballottaggio | 19.480                      | 45,61 | 3.118                   | 7,49   | 3     |       |
| Scopelliti Presidente                               | Mario Occhiuto Accede al ballottaggio | 19.480                      | 45,61 | 3.023                   | 7,27   | 3     |       |
| Mario Occhiuto Sindaco                              | Mario Occhiuto Accede al ballottaggio | 19.480                      | 45,61 | 2.957                   | 7,11   | 3     |       |
| Moderati                                            | Mario Occhiuto Accede al ballottaggio | 19.480                      | 45,61 | 1.046                   | 2,51   | 1     |       |
| Alleanza di Centro                                  | Mario Occhiuto Accede al ballottaggio | 19.480                      | 45,61 | 744                     | 1,79   | -     |       |
| Cosenza Sostenibile                                 | Mario Occhiuto Accede al ballottaggio | 19.480                      | 45,61 | 658                     | 1,58   | -     |       |
| La Destra                                           | Mario Occhiuto Accede al ballottaggio | 19.480                      | 45,61 | 393                     | 0,94   | -     |       |
| Nuovo PSI                                           | Mario Occhiuto Accede al ballottaggio | 19.480                      | 45,61 | 101                     | 0,24   | -     |       |
|                                                     | Enzo Paolini Accede al ballottaggio   | 11.487                      | 26,90 | Cosenza Domani          | 1.875  | 4,51  | 2     |
| Autonomia e Diritti                                 | Enzo Paolini Accede al ballottaggio   | 11.487                      | 26,90 | 1.712                   | 4,11   | 1     |       |
| Sinistra Ecologia Libertà                           | Enzo Paolini Accede al ballottaggio   | 11.487                      | 26,90 | 1.516                   | 3,64   | 1     |       |
| Italia dei Valori                                   | Enzo Paolini Accede al ballottaggio   | 11.487                      | 26,90 | 1.332                   | 3,20   | 1     |       |
| PSDI - Socialisti Uniti - PSI - Socialisti Liberali | Enzo Paolini Accede al ballottaggio   | 11.487                      | 26,90 | 1.163                   | 2,80   | 1     |       |
| Giovine Cosenza                                     | Enzo Paolini Accede al ballottaggio   | 11.487                      | 26,90 | 963                     | 2,31   | 1     |       |
| Federazione dei Verdi                               | Enzo Paolini Accede al ballottaggio   | 11.487                      | 26,90 | 872                     | 2,10   | -     |       |
| Partito Liberale Italiano                           | Enzo Paolini Accede al ballottaggio   | 11.487                      | 26,90 | 637                     | 1,53   | -     |       |
| Partecipazione per Rinnovamento                     | Enzo Paolini Accede al ballottaggio   | 11.487                      | 26,90 | 589                     | 1,42   | -     |       |
| Seggio al candidato sindaco                         | Seggio al candidato sindaco           | Seggio al candidato sindaco | 26,90 | 1                       |        |       |       |
|                                                     | Salvatore Perugini                    | 6.664                       | 15,60 | Partito Democratico     | 3.332  | 8,01  | 2     |
| Alleanza per l'Italia                               | Salvatore Perugini                    | 6.664                       | 15,60 | 1.663                   | 4,00   | 1     |       |
| Partito Socialista Italiano                         | Salvatore Perugini                    | 6.664                       | 15,60 | 1.081                   | 2,60   | -     |       |
| Partito Repubblicano Italiano                       | Salvatore Perugini                    | 6.664                       | 15,60 | 188                     | 0,45   | -     |       |
| Seggio al candidato sindaco                         | Seggio al candidato sindaco           | Seggio al candidato sindaco | 15,60 | 1                       |        |       |       |
|                                                     | Sergio Nucci                          | 1.986                       | 4,65  | Buongiorno Cosenza      | 729    | 1,75  | -     |
| Siamo Noi                                           | Sergio Nucci                          | 1.986                       | 4,65  | 446                     | 1,07   | -     |       |
| Futuro e Libertà per l'Italia                       | Sergio Nucci                          | 1.986                       | 4,65  | 253                     | 0,61   | -     |       |
| Per Sergio Nucci Sindaco                            | Sergio Nucci                          | 1.986                       | 4,65  | 136                     | 0,33   | -     |       |
| Patto per il Sud                                    | Sergio Nucci                          | 1.986                       | 4,65  | 86                      | 0,21   | -     |       |
| Terzo Polo                                          | Sergio Nucci                          | 1.986                       | 4,65  | 30                      | 0,07   | -     |       |
| Seggio al candidato sindaco                         | Seggio al candidato sindaco           | Seggio al candidato sindaco | 4,65  | 1                       |        |       |       |
|                                                     | Alessandra la Valle                   | 1.488                       | 3,48  | Obiettivo Sud           | 676    | 1,62  | -     |
| Federazione della Sinistra                          | Alessandra la Valle                   | 1.488                       | 3,48  | 265                     | 0,64   | -     |       |
|                                                     | Ivan Pastore                          | 961                         | 2,25  | Movimento 5 Stelle      | 381    | 0,92  | -     |
|                                                     | Salvatore Pichierri                   | 643                         | 1,51  | Democrazia Mediterranea | 493    | 1,18  | -     |
| Totale                                              | Totale                                | 42.709                      |       |                         | 41.608 |       | 32    |

Ballottaggio
| Candidati | Candidati                 | Voti   | %     |
| --------- | ------------------------- | ------ | ----- |
|           | Mario Occhiuto ✔️ Sindaco | 17.132 | 53,31 |
|           | Enzo Paolini              | 15.004 | 46,69 |
| Totale    | Totale                    | 32.136 |       |

#### Crotone
| Candidati                                         | Candidati                              | Voti                        | %     | Liste                         | Voti   | %     | Seggi |
| ------------------------------------------------- | -------------------------------------- | --------------------------- | ----- | ----------------------------- | ------ | ----- | ----- |
|                                                   | Peppino Vallone Accede al ballottaggio | 12.938                      | 35,67 | Partito Democratico           | 5.865  | 16,70 | 9     |
| Italia dei Valori                                 | Peppino Vallone Accede al ballottaggio | 12.938                      | 35,67 | 2.399                         | 6,83   | 3     |       |
| Siamo Crotone                                     | Peppino Vallone Accede al ballottaggio | 12.938                      | 35,67 | 2.233                         | 6,36   | 3     |       |
| Sinistra Ecologia Libertà                         | Peppino Vallone Accede al ballottaggio | 12.938                      | 35,67 | 1.476                         | 4,20   | 2     |       |
| Compagnia per Crotone (UDEUR - Noi Sud - Civica)  | Peppino Vallone Accede al ballottaggio | 12.938                      | 35,67 | 1.013                         | 2,88   | 1     |       |
| Autonomia e Diritti                               | Peppino Vallone Accede al ballottaggio | 12.938                      | 35,67 | 634                           | 1,81   | 1     |       |
| La Sinistra per Crotone (FDS - Slega la Calabria) | Peppino Vallone Accede al ballottaggio | 12.938                      | 35,67 | 593                           | 1,69   | -     |       |
| Socialisti per Crotone                            | Peppino Vallone Accede al ballottaggio | 12.938                      | 35,67 | 418                           | 1,19   | -     |       |
| Partito Socialista Democratico Italiano           | Peppino Vallone Accede al ballottaggio | 12.938                      | 35,67 | 132                           | 0,38   | -     |       |
|                                                   | Dorina Bianchi Accede al ballottaggio  | 7.382                       | 20,35 | Scopelliti Presidente         | 2.470  | 7,03  | 2     |
| Il Popolo della Libertà                           | Dorina Bianchi Accede al ballottaggio  | 7.382                       | 20,35 | 2.304                         | 6,56   | 2     |       |
| Unione di Centro                                  | Dorina Bianchi Accede al ballottaggio  | 7.382                       | 20,35 | 1.968                         | 5,60   | 1     |       |
| Crotone al Centro                                 | Dorina Bianchi Accede al ballottaggio  | 7.382                       | 20,35 | 1.098                         | 3,13   | 1     |       |
| La Destra                                         | Dorina Bianchi Accede al ballottaggio  | 7.382                       | 20,35 | 272                           | 0,77   | -     |       |
| Democrazia Cristiana                              | Dorina Bianchi Accede al ballottaggio  | 7.382                       | 20,35 | 98                            | 0,28   | -     |       |
| Seggio al candidato sindaco                       | Seggio al candidato sindaco            | Seggio al candidato sindaco | 20,35 | 1                             |        |       |       |
|                                                   | Pasquale Senatore                      | 6.557                       | 18,08 | Parola del Vostro Sindaco (A) | 1.236  | 3,52  | -     |
| Alleanza per Senatore Sindaco (B)                 | Pasquale Senatore                      | 6.557                       | 18,08 | 961                           | 2,74   | -     |       |
| Per la Legalità (C)                               | Pasquale Senatore                      | 6.557                       | 18,08 | 588                           | 1,67   | -     |       |
| Seggio al candidato sindaco                       | Seggio al candidato sindaco            | Seggio al candidato sindaco | 18,08 | 1                             |        |       |       |
|                                                   | Giuseppina Regalino                    | 6.137                       | 16,92 | I Demokratici                 | 3.661  | 10,42 | 2     |
| Manifesto per Crotone                             | Giuseppina Regalino                    | 6.137                       | 16,92 | 1.504                         | 4,28   | 1     |       |
| Alleanza per l'Italia                             | Giuseppina Regalino                    | 6.137                       | 16,92 | 1.342                         | 3,82   | 1     |       |
| Polo di Centro                                    | Giuseppina Regalino                    | 6.137                       | 16,92 | 744                           | 2,12   | -     |       |
| Seggio al candidato sindaco                       | Seggio al candidato sindaco            | Seggio al candidato sindaco | 16,92 | 1                             |        |       |       |
|                                                   | Andrea Arcuri                          | 1.050                       | 2,90  | Stanchi dei Soliti            | 421    | 1,20  | -     |
|                                                   | Francesco Pesce                        | 743                         | 2,05  | I Krotonesi                   | 623    | 1,77  | -     |
|                                                   | Silvano Cavarretta                     | 692                         | 1,91  | Rinascimento                  | 576    | 1,64  | -     |
|                                                   | Vincenzo Voce                          | 580                         | 1,60  | Classe Differente             | 412    | 1,17  | -     |
|                                                   | Teodolinda Monte                       | 190                         | 0,52  | Piazza Villaroja              | 82     | 0,23  | -     |
| Totale                                            | Totale                                 | 36.269                      |       |                               | 35.123 |       | 32    |

- Le liste contrassegnate con le lettere A, B e C sono apparentate al secondo turno con il candidato sindaco Dorina Bianchi.

Ballottaggio
| Candidati | Candidati                  | Voti   | %     |
| --------- | -------------------------- | ------ | ----- |
|           | Peppino Vallone ✔️ Sindaco | 16.501 | 59,41 |
|           | Dorina Bianchi             | 11.272 | 40,59 |
| Totale    | Totale                     | 27.773 |       |

#### Reggio Calabria
| Candidati                                          | Candidati                   | Voti                        | %     | Liste                            | Voti    | %     | Seggi |
| -------------------------------------------------- | --------------------------- | --------------------------- | ----- | -------------------------------- | ------- | ----- | ----- |
|                                                    | Demetrio Arena ✔️ Sindaco   | 61.368                      | 56,27 | Il Popolo della Libertà          | 21.235  | 20,13 | 8     |
| Scopelliti Presidente                              | Demetrio Arena ✔️ Sindaco   | 61.368                      | 56,27 | 10.964                           | 10,39   | 4     |       |
| Reggio Futura                                      | Demetrio Arena ✔️ Sindaco   | 61.368                      | 56,27 | 9.186                            | 8,71    | 3     |       |
| Unione di Centro                                   | Demetrio Arena ✔️ Sindaco   | 61.368                      | 56,27 | 8.103                            | 7,68    | 3     |       |
| Sud                                                | Demetrio Arena ✔️ Sindaco   | 61.368                      | 56,27 | 4.982                            | 4,72    | 1     |       |
| Partito Repubblicano Italiano                      | Demetrio Arena ✔️ Sindaco   | 61.368                      | 56,27 | 4.340                            | 4,11    | 1     |       |
| Patto Cristiano Esteso                             | Demetrio Arena ✔️ Sindaco   | 61.368                      | 56,27 | 3.761                            | 3,57    | 1     |       |
| Popolari Liberali                                  | Demetrio Arena ✔️ Sindaco   | 61.368                      | 56,27 | 3.570                            | 3,38    | 1     |       |
| Socialisti Uniti - Nuovo PSI - UPC - RSD           | Demetrio Arena ✔️ Sindaco   | 61.368                      | 56,27 | 1.215                            | 1,15    | -     |       |
| Fiamma Tricolore                                   | Demetrio Arena ✔️ Sindaco   | 61.368                      | 56,27 | 466                              | 0,44    | -     |       |
| Alleanza di Centro - Partito Democratico Cristiano | Demetrio Arena ✔️ Sindaco   | 61.368                      | 56,27 | 268                              | 0,25    | -     |       |
|                                                    | Massimo Canale              | 31.300                      | 28,70 | Partito Democratico              | 9.629   | 9,13  | 3     |
| Partito della Rifondazione Comunista               | Massimo Canale              | 31.300                      | 28,70 | 4.760                            | 4,51    | 1     |       |
| Energia Pulita                                     | Massimo Canale              | 31.300                      | 28,70 | 4.478                            | 4,25    | 1     |       |
| Ethos                                              | Massimo Canale              | 31.300                      | 28,70 | 1.441                            | 1,37    | -     |       |
| Seggio al candidato sindaco                        | Seggio al candidato sindaco | Seggio al candidato sindaco | 28,70 | 1                                |         |       |       |
|                                                    | Giuseppe Bova               | 10.486                      | 9,62  | A Testa Alta per Reggio          | 5.260   | 4,99  | 1     |
| Polo di Centro                                     | Giuseppe Bova               | 10.486                      | 9,62  | 3.481                            | 3,30    | 1     |       |
| Democratici in Movimento                           | Giuseppe Bova               | 10.486                      | 9,62  | 2.704                            | 2,56    | -     |       |
| I Riformisti                                       | Giuseppe Bova               | 10.486                      | 9,62  | 139                              | 0,13    | -     |       |
| Reggio Città Metropolitana                         | Giuseppe Bova               | 10.486                      | 9,62  | 16                               | 0,02    | -     |       |
| Seggio al candidato sindaco                        | Seggio al candidato sindaco | Seggio al candidato sindaco | 9,62  | 1                                |         |       |       |
|                                                    | Aldo De Caridi              | 3.963                       | 3,63  | Italia dei Valori                | 2.164   | 2,05  | -     |
| Partito dei Comunisti Italiani                     | Aldo De Caridi              | 3.963                       | 3,63  | 1.371                            | 1,30    | -     |       |
| Sinistra Ecologia Libertà                          | Aldo De Caridi              | 3.963                       | 3,63  | 853                              | 0,81    | -     |       |
| Seggio al candidato sindaco                        | Seggio al candidato sindaco | Seggio al candidato sindaco | 3,63  | 1                                |         |       |       |
|                                                    | Carlo Maria Salvatore Sbano | 1.481                       | 1,36  | Futuro e Libertà per l'Italia    | 953     | 0,90  | -     |
|                                                    | Giuseppe Siclari            | 454                         | 0,42  | Partito Comunista dei Lavoratori | 138     | 0,13  | -     |
| Totale                                             | Totale                      | 109.052                     |       |                                  | 105.477 |       | 32    |

### Sicilia

#### Ragusa
| Candidati                                          | Candidati                   | Voti   | %     | Liste                     | Voti   | %     | Seggi |
| -------------------------------------------------- | --------------------------- | ------ | ----- | ------------------------- | ------ | ----- | ----- |
|                                                    | Nello Dipasquale ✔️ Sindaco | 24.294 | 57,19 | Dipasquale Sindaco        | 6.540  | 16,22 | 6     |
| Il Popolo della Libertà                            | Nello Dipasquale ✔️ Sindaco | 24.294 | 57,19 | 5.210                     | 12,92  | 5     |       |
| I Popolari di Italia Domani                        | Nello Dipasquale ✔️ Sindaco | 24.294 | 57,19 | 3.477                     | 8,62   | 3     |       |
| Unione di Centro                                   | Nello Dipasquale ✔️ Sindaco | 24.294 | 57,19 | 3.195                     | 7,92   | 3     |       |
| Ragusa Grande di Nuovo                             | Nello Dipasquale ✔️ Sindaco | 24.294 | 57,19 | 2.242                     | 5,56   | 2     |       |
| Forza del Sud                                      | Nello Dipasquale ✔️ Sindaco | 24.294 | 57,19 | 1.355                     | 3,36   | -     |       |
| Partito Repubblicano Italiano - Ragusa Soprattutto | Nello Dipasquale ✔️ Sindaco | 24.294 | 57,19 | 889                       | 2,20   | -     |       |
| Futuro e Libertà per l'Italia                      | Nello Dipasquale ✔️ Sindaco | 24.294 | 57,19 | 868                       | 2,15   | -     |       |
| Sicilia Vera                                       | Nello Dipasquale ✔️ Sindaco | 24.294 | 57,19 | 305                       | 0,76   | -     |       |
|                                                    | Sergio Guastella            | 15.403 | 36,26 | Partito Democratico       | 5.360  | 13,29 | 5     |
| Italia dei Valori                                  | Sergio Guastella            | 15.403 | 36,26 | 2.431                     | 6,03   | 2     |       |
| Movimento Città                                    | Sergio Guastella            | 15.403 | 36,26 | 2.150                     | 5,33   | 2     |       |
| Sinistra Ecologia Libertà                          | Sergio Guastella            | 15.403 | 36,26 | 1.117                     | 2,77   | -     |       |
| Donne per Ragusa                                   | Sergio Guastella            | 15.403 | 36,26 | 486                       | 1,21   | -     |       |
|                                                    | Salvatore Battaglia         | 2.779  | 6,54  | Movimento per l'Autonomia | 2.518  | 6,24  | 2     |
| Voto Ibleo                                         | Salvatore Battaglia         | 2.779  | 6,54  | 1.509                     | 3,74   | -     |       |
| Battaglia Sindaco                                  | Salvatore Battaglia         | 2.779  | 6,54  | 675                       | 1,67   | -     |       |
| Totale                                             | Totale                      | 42.476 |       |                           | 40.327 |       | 30    |

- Fonti:Candidati e liste - Seggi

### Sardegna

#### Cagliari
| Candidati                                            | Candidati                              | Voti                        | %     | Liste                            | Voti   | %     | Seggi |
| ---------------------------------------------------- | -------------------------------------- | --------------------------- | ----- | -------------------------------- | ------ | ----- | ----- |
|                                                      | Massimo Zedda Accede al ballottaggio   | 42.271                      | 45,15 | Partito Democratico              | 15.259 | 18,00 | 13    |
| Sinistra Ecologia Libertà                            | Massimo Zedda Accede al ballottaggio   | 42.271                      | 45,15 | 5.954                            | 7,02   | 5     |       |
| Italia dei Valori                                    | Massimo Zedda Accede al ballottaggio   | 42.271                      | 45,15 | 2.958                            | 3,49   | 2     |       |
| Federazione della Sinistra                           | Massimo Zedda Accede al ballottaggio   | 42.271                      | 45,15 | 2.305                            | 2,72   | 1     |       |
| RossoMori                                            | Massimo Zedda Accede al ballottaggio   | 42.271                      | 45,15 | 1.686                            | 1,98   | 1     |       |
| Meglio di Prima non ci Basta                         | Massimo Zedda Accede al ballottaggio   | 42.271                      | 45,15 | 1.672                            | 1,97   | 1     |       |
| Partito Socialista Italiano                          | Massimo Zedda Accede al ballottaggio   | 42.271                      | 45,15 | 1.422                            | 1,67   | -     |       |
| Federazione dei Verdi                                | Massimo Zedda Accede al ballottaggio   | 42.271                      | 45,15 | 854                              | 1,00   | -     |       |
|                                                      | Massimo Fantola Accede al ballottaggio | 41.860                      | 44,71 | Il Popolo della Libertà          | 13.862 | 16,35 | 5     |
| Riformatori Sardi                                    | Massimo Fantola Accede al ballottaggio | 41.860                      | 44,71 | 8.213                            | 9,69   | 3     |       |
| Unione di Centro                                     | Massimo Fantola Accede al ballottaggio | 41.860                      | 44,71 | 7.625                            | 8,99   | 2     |       |
| Patto per Cagliari                                   | Massimo Fantola Accede al ballottaggio | 41.860                      | 44,71 | 3.581                            | 4,22   | 2     |       |
| Unione Democratica Sarda - Unione Popolare Cristiana | Massimo Fantola Accede al ballottaggio | 41.860                      | 44,71 | 3.181                            | 3,75   | 1     |       |
| Giovani Centro                                       | Massimo Fantola Accede al ballottaggio | 41.860                      | 44,71 | 3.085                            | 3,64   | 1     |       |
| Partito Sardo d'Azione                               | Massimo Fantola Accede al ballottaggio | 41.860                      | 44,71 | 2.873                            | 3,39   | 1     |       |
| Movimento per le Autonomie                           | Massimo Fantola Accede al ballottaggio | 41.860                      | 44,71 | 1.360                            | 1,60   | -     |       |
| Fortza Paris                                         | Massimo Fantola Accede al ballottaggio | 41.860                      | 44,71 | 947                              | 1,11   | -     |       |
| I Popolari di Italia Domani                          | Massimo Fantola Accede al ballottaggio | 41.860                      | 44,71 | 327                              | 0,38   | -     |       |
| La Destra                                            | Massimo Fantola Accede al ballottaggio | 41.860                      | 44,71 | 233                              | 0,27   | -     |       |
| Seggio al candidato sindaco                          | Seggio al candidato sindaco            | Seggio al candidato sindaco | 44,71 | 1                                |        |       |       |
|                                                      | Ignazio Artizzu                        | 4.188                       | 4,47  | Futuro e Libertà per l'Italia    | 2.175  | 2,56  | -     |
| Democrazia Cristiana                                 | Ignazio Artizzu                        | 4.188                       | 4,47  | 638                              | 0,75   | -     |       |
| Movimento Civico Sardo                               | Ignazio Artizzu                        | 4.188                       | 4,47  | 431                              | 0,50   | -     |       |
| Seggio al candidato sindaco                          | Seggio al candidato sindaco            | Seggio al candidato sindaco | 4,47  | 1                                |        |       |       |
|                                                      | Claudia Zuncheddu                      | 2.281                       | 2,44  | Con Claudia Zuncheddu            | 778    | 0,91  | -     |
| Indipendèntzia Repùbrica de Sardigna                 | Claudia Zuncheddu                      | 2.281                       | 2,44  | 618                              | 0,72   | -     |       |
| Sardigna Natzione                                    | Claudia Zuncheddu                      | 2.281                       | 2,44  | 202                              | 0,23   | -     |       |
| Partidu Indipendentista Sardu Malu Entu              | Claudia Zuncheddu                      | 2.281                       | 2,44  | 61                               | 0,07   | -     |       |
|                                                      | Emanuela Corda                         | 1.913                       | 2,04  | Movimento 5 Stelle               | 1.526  | 1,80  | -     |
|                                                      | Ornella Demuru                         | 364                         | 0,39  | ProgReS Progetu Repùblica        | 371    | 0,43  | -     |
|                                                      | Patrizia Serra                         | 332                         | 0,35  | Onestà e Progresso               | 233    | 0,27  | -     |
|                                                      | Gianmario Muggiri                      | 263                         | 0,28  | Movimento Sociale Italiano       | 199    | 0,23  | -     |
|                                                      | Michela Melotti                        | 150                         | 0,16  | Partito Comunista dei Lavoratori | 106    | 0,12  | -     |
| Totale                                               | Totale                                 | 97.805                      |       |                                  | 93.622 |       | 40    |

Ballottaggio
| Candidati | Candidati                | Voti   | %     |
| --------- | ------------------------ | ------ | ----- |
|           | Massimo Zedda ✔️ Sindaco | 50.055 | 59,43 |
|           | Massimo Fantola          | 34.176 | 40,57 |
| Totale    | Totale                   | 84.231 |       |

#### Carbonia
| Candidati                   | Candidati                   | Voti                        | %     | Liste                   | Voti   | %     | Seggi |
| --------------------------- | --------------------------- | --------------------------- | ----- | ----------------------- | ------ | ----- | ----- |
|                             | Giuseppe Casti ✔️ Sindaco   | 12.020                      | 62,36 | Partito Democratico     | 6.672  | 36,25 | 18    |
| Cittadini per Carbonia      | Giuseppe Casti ✔️ Sindaco   | 12.020                      | 62,36 | 1.851                   | 10,06  | 4     |       |
| Sinistra Ecologia Libertà   | Giuseppe Casti ✔️ Sindaco   | 12.020                      | 62,36 | 1.057                   | 5,74   | 2     |       |
| Democratici Cristiani Sardi | Giuseppe Casti ✔️ Sindaco   | 12.020                      | 62,36 | 546                     | 2,97   | 1     |       |
| Federazione dei Movimenti   | Giuseppe Casti ✔️ Sindaco   | 12.020                      | 62,36 | 495                     | 2,69   | 1     |       |
| Federazione della Sinistra  | Giuseppe Casti ✔️ Sindaco   | 12.020                      | 62,36 | 478                     | 2,60   | 1     |       |
| Partito Socialista Italiano | Giuseppe Casti ✔️ Sindaco   | 12.020                      | 62,36 | 273                     | 1,48   | -     |       |
|                             | Antonio Mereu               | 4.386                       | 22,75 | Il Popolo della Libertà | 2.279  | 12,38 | 5     |
| Unione di Centro            | Antonio Mereu               | 4.386                       | 22,75 | 2.063                   | 11,21  | 4     |       |
| Seggio al candidato sindaco | Seggio al candidato sindaco | Seggio al candidato sindaco | 22,75 | 1                       |        |       |       |
|                             | Giuseppe La Rosa            | 1.044                       | 5,42  | Riformare Carbonia      | 1.095  | 5,95  | 2     |
|                             | Alberto Zonchello           | 660                         | 3,42  | Innovazione e Progresso | 638    | 3,47  | 1     |
|                             | Luciano La Mantia           | 579                         | 3,00  | Partito Sardo d'Azione  | 405    | 2,20  | -     |
|                             | Diego Fronterré             | 416                         | 2,16  | Italia dei Valori       | 426    | 2,31  | -     |
|                             | Giovanni Murgioni           | 170                         | 0,88  | Sardegna Socialista     | 127    | 0,69  | -     |
| Totale                      | Totale                      | 19.275                      | 100   |                         | 18.405 | 100   | 40    |

#### Iglesias
| Candidati                   | Candidati                           | Voti                        | %     | Liste                                | Voti   | %     | Seggi |
| --------------------------- | ----------------------------------- | --------------------------- | ----- | ------------------------------------ | ------ | ----- | ----- |
|                             | Luigi Perseu Accede al ballottaggio | 9.074                       | 49,91 | Unione di Centro                     | 5.762  | 33,99 | 12    |
| Il Popolo della Libertà     | Luigi Perseu Accede al ballottaggio | 9.074                       | 49,91 | 2.777                                | 16,38  | 5     |       |
| Partito Sardo d'Azione      | Luigi Perseu Accede al ballottaggio | 9.074                       | 49,91 | 865                                  | 5,10   | 1     |       |
|                             | Marta Testa Accede al ballottaggio  | 8.377                       | 46,08 | Partito Democratico                  | 3.549  | 20,94 | 6     |
| Sinistra Ecologia Libertà   | Marta Testa Accede al ballottaggio  | 8.377                       | 46,08 | 1.711                                | 10,09  | 3     |       |
| Iglesias in Testa           | Marta Testa Accede al ballottaggio  | 8.377                       | 46,08 | 1.234                                | 7,28   | 2     |       |
| Federazione della Sinistra  | Marta Testa Accede al ballottaggio  | 8.377                       | 46,08 | 538                                  | 3,17   | -     |       |
| Seggio al candidato sindaco | Seggio al candidato sindaco         | Seggio al candidato sindaco | 46,08 | 1                                    |        |       |       |
|                             | Sandro Esu                          | 730                         | 4,02  | Indipendèntzia Repùbrica de Sardigna | 514    | 3,03  | -     |
| Totale                      | Totale                              | 18.181                      | 100   |                                      | 16.950 | 100   | 30    |

Ballottaggio
| Candidati | Candidati               | Voti   | %     |
| --------- | ----------------------- | ------ | ----- |
|           | Luigi Perseu ✔️ Sindaco | 8.813  | 52,49 |
|           | Marta Testa             | 7.978  | 47,51 |
| Totale    | Totale                  | 16.791 |       |

#### Olbia
| Candidati                                                 | Candidati                     | Voti                        | %     | Liste                                                   | Voti   | %     | Seggi |
| --------------------------------------------------------- | ----------------------------- | --------------------------- | ----- | ------------------------------------------------------- | ------ | ----- | ----- |
|                                                           | Gianni Giovannelli ✔️ Sindaco | 17.543                      | 52,37 | Partito Democratico                                     | 5.388  | 17,22 | 8     |
| Per Olbia                                                 | Gianni Giovannelli ✔️ Sindaco | 17.543                      | 52,37 | 3.665                                                   | 11,71  | 5     |       |
| Polo per l'Italia (FLI - API - Centro Politico Gallurese) | Gianni Giovannelli ✔️ Sindaco | 17.543                      | 52,37 | 2.513                                                   | 8,03   | 4     |       |
| Unione Popolare Cristiana                                 | Gianni Giovannelli ✔️ Sindaco | 17.543                      | 52,37 | 1.871                                                   | 5,98   | 3     |       |
| Italia dei Valori                                         | Gianni Giovannelli ✔️ Sindaco | 17.543                      | 52,37 | 1.533                                                   | 4,90   | 2     |       |
| Sinistra Ecologia Libertà                                 | Gianni Giovannelli ✔️ Sindaco | 17.543                      | 52,37 | 872                                                     | 2,79   | 1     |       |
| Pari Opportunità                                          | Gianni Giovannelli ✔️ Sindaco | 17.543                      | 52,37 | 657                                                     | 2,10   | 1     |       |
|                                                           | Settimo Nizzi                 | 14.483                      | 43,24 | Il Popolo della Libertà                                 | 9.268  | 29,62 | 11    |
| Riformatori Sardi                                         | Settimo Nizzi                 | 14.483                      | 43,24 | 1.553                                                   | 4,96   | 1     |       |
| Democrazia Cristiana                                      | Settimo Nizzi                 | 14.483                      | 43,24 | 850                                                     | 2,72   | 1     |       |
| Partito Sardo d'Azione                                    | Settimo Nizzi                 | 14.483                      | 43,24 | 837                                                     | 2,68   | 1     |       |
| Unione di Centro                                          | Settimo Nizzi                 | 14.483                      | 43,24 | 802                                                     | 2,56   | 1     |       |
| La Destra                                                 | Settimo Nizzi                 | 14.483                      | 43,24 | 232                                                     | 0,74   | -     |       |
| Italia Federale                                           | Settimo Nizzi                 | 14.483                      | 43,24 | 132                                                     | 0,42   | -     |       |
| Seggio al candidato sindaco                               | Seggio al candidato sindaco   | Seggio al candidato sindaco | 43,24 | 1                                                       |        |       |       |
|                                                           | Cristina Dessole              | 871                         | 2,60  | Uniti e Liberi                                          | 633    | 2,02  | -     |
|                                                           | Francalisa Corimbi            | 265                         | 0,79  | Indipendentisti Uniti (IRS - Sardigna Natzione - altri) | 203    | 0,65  | -     |
|                                                           | Giovanni Nicolò Puggioni      | 174                         | 0,52  | Lega Nord                                               | 153    | 0,49  | -     |
|                                                           | Gianmaria Bellu               | 162                         | 0,48  | Progetu Olbia                                           | 126    | 0,40  | -     |
| Totale                                                    | Totale                        | 33.498                      | 100   |                                                         | 31.288 | 100   | 40    |

## Elezioni provinciali

### Piemonte

#### Provincia di Vercelli
| Candidati                      | Candidati                                     | Voti                           | %     | Liste                             | Voti   | %     | Seggi |
| ------------------------------ | --------------------------------------------- | ------------------------------ | ----- | --------------------------------- | ------ | ----- | ----- |
|                                | Carlo Riva Vercellotti Accede al ballottaggio | 43.532                         | 49,01 | Il Popolo della Libertà           | 19.724 | 25,91 | 7     |
| Lega Nord                      | Carlo Riva Vercellotti Accede al ballottaggio | 43.532                         | 49,01 | 16.321                            | 21,44  | 5     |       |
| Partito Pensionati             | Carlo Riva Vercellotti Accede al ballottaggio | 43.532                         | 49,01 | 1.660                             | 2,18   | -     |       |
| La Destra                      | Carlo Riva Vercellotti Accede al ballottaggio | 43.532                         | 49,01 | 750                               | 0,99   | -     |       |
| Fiamma Tricolore               | Carlo Riva Vercellotti Accede al ballottaggio | 43.532                         | 49,01 | 491                               | 0,64   | -     |       |
|                                | Luigi Bobba Accede al ballottaggio            | 29.269                         | 32,95 | Partito Democratico               | 18.720 | 24,59 | 4     |
| Civica Vercelli Valsesia       | Luigi Bobba Accede al ballottaggio            | 29.269                         | 32,95 | 4.299                             | 5,65   | 1     |       |
| Pensionati e Invalidi          | Luigi Bobba Accede al ballottaggio            | 29.269                         | 32,95 | 575                               | 0,76   | -     |       |
| Moderati - Orgoglio Piemonte   | Luigi Bobba Accede al ballottaggio            | 29.269                         | 32,95 | 532                               | 0,70   | -     |       |
| Seggio al candidato presidente | Seggio al candidato presidente                | Seggio al candidato presidente | 32,95 | 1                                 |        |       |       |
|                                | Carlo Rossi                                   | 7.950                          | 8,95  | Italia dei Valori                 | 2.249  | 2,95  | -     |
| Sinistra Ecologia Libertà      | Carlo Rossi                                   | 7.950                          | 8,95  | 2.247                             | 2,95   | -     |       |
| Federazione della Sinistra     | Carlo Rossi                                   | 7.950                          | 8,95  | 2.091                             | 2,75   | -     |       |
| Seggio al candidato presidente | Seggio al candidato presidente                | Seggio al candidato presidente | 8,95  | 1                                 |        |       |       |
|                                | Francesco Radaelli                            | 3.256                          | 3,67  | Nuovo Polo (FLI-API-Rinascita DC) | 1.645  | 2,16  | -     |
| Lega Lombardo Veneta           | Francesco Radaelli                            | 3.256                          | 3,67  | 1.000                             | 1,21   | -     |       |
|                                | Luciano Gualdi                                | 3.247                          | 3,66  | Unione di Centro (A)              | 2.661  | 3,49  | -     |
|                                | Salvatore Sellaro                             | 983                            | 1,11  | Ecologisti                        | 751    | 0,88  | -     |
|                                | Roberto Romano                                | 586                            | 0,66  | Italia Federale                   | 423    | 0,56  | -     |
| Totale                         | Totale                                        | 88.823                         |       |                                   | 76.139 |       | 19    |

- La lista contrassegnata con la lettera A è apparentata al secondo turno con il candidato presidente Carlo Riva Vercellotti.

Ballottaggio
| Candidati | Candidati                            | Voti   | %     |
| --------- | ------------------------------------ | ------ | ----- |
|           | Carlo Riva Vercellotti ✔️ Presidente | 38.513 | 50,91 |
|           | Luigi Bobba                          | 37.137 | 49,09 |
| Totale    | Totale                               | 75.650 |       |

### Lombardia

#### Provincia di Mantova
| Candidati                         | Candidati                                  | Voti                           | %     | Liste                                | Voti    | %     | Seggi |
| --------------------------------- | ------------------------------------------ | ------------------------------ | ----- | ------------------------------------ | ------- | ----- | ----- |
|                                   | Alessandro Pastacci Accede al ballottaggio | 78.833                         | 41,81 | Partito Democratico                  | 47.621  | 28,88 | 10    |
| Comunità e Territori con Pastacci | Alessandro Pastacci Accede al ballottaggio | 78.833                         | 41,81 | 9.074                                | 5,50    | 2     |       |
| Italia dei Valori                 | Alessandro Pastacci Accede al ballottaggio | 78.833                         | 41,81 | 6.288                                | 3,81    | 1     |       |
| Sinistra Ecologia Libertà         | Alessandro Pastacci Accede al ballottaggio | 78.833                         | 41,81 | 5.395                                | 3,27    | 1     |       |
| Partito Pensionati                | Alessandro Pastacci Accede al ballottaggio | 78.833                         | 41,81 | 1.780                                | 1,08    | -     |       |
|                                   | Giovanni Fava Accede al ballottaggio       | 77.474                         | 41,09 | Lega Nord                            | 32.948  | 19,98 | 4     |
| Il Popolo della Libertà           | Giovanni Fava Accede al ballottaggio       | 77.474                         | 41,09 | 32.422                               | 19,67   | 4     |       |
| Benedini per Mantova              | Giovanni Fava Accede al ballottaggio       | 77.474                         | 41,09 | 1.817                                | 1,10    | -     |       |
| I Popolari di Italia Domani       | Giovanni Fava Accede al ballottaggio       | 77.474                         | 41,09 | 1.046                                | 0,63    | -     |       |
| Seggio al candidato presidente    | Seggio al candidato presidente             | Seggio al candidato presidente | 41,09 | 1                                    |         |       |       |
|                                   | Pietro Marcazzan                           | 9.528                          | 5,05  | Unione di Centro                     | 8.098   | 4,91  | 1     |
|                                   | Carlo Grassi                               | 6.144                          | 3,26  | Federazione della Sinistra           | 3.206   | 1,94  | -     |
| Comunisti - Sinistra Popolare     | Carlo Grassi                               | 6.144                          | 3,26  | 1.871                                | 1,13    | -     |       |
|                                   | Gloria Costani                             | 5.702                          | 3,02  | Salute Ambiente Futuro               | 4.112   | 2,49  | -     |
|                                   | Roberto Lamagni                            | 4.955                          | 2,63  | Lega Padana Lombarda                 | 4.182   | 2,54  | -     |
|                                   | Giorgio Rebuschi                           | 4.102                          | 2,18  | Partito Socialista Italiano          | 3.527   | 2,14  | -     |
|                                   | Carlo Beduschi                             | 1.806                          | 0,96  | Nuovo Polo per Mantova (FLI-API-RDC) | 1.483   | 0,90  | -     |
| Totale                            | Totale                                     | 188.544                        |       |                                      | 164.870 |       | 24    |

Ballottaggio
| Candidati | Candidati                         | Voti    | %     |
| --------- | --------------------------------- | ------- | ----- |
|           | Alessandro Pastacci ✔️ Presidente | 94.213  | 57,27 |
|           | Giovanni Fava                     | 70.293  | 42,73 |
| Totale    | Totale                            | 164.506 |       |

#### Provincia di Pavia
| Candidati                      | Candidati                                 | Voti                           | %     | Liste                            | Voti    | %     | Seggi |
| ------------------------------ | ----------------------------------------- | ------------------------------ | ----- | -------------------------------- | ------- | ----- | ----- |
|                                | Ruggero Invernizzi Accede al ballottaggio | 112.841                        | 44,12 | Il Popolo della Libertà          | 49.708  | 22,32 | 4     |
| Lega Nord                      | Ruggero Invernizzi Accede al ballottaggio | 112.841                        | 44,12 | 49.240                           | 22,11   | 4     |       |
| I Responsabili (Noi Sud - DC)  | Ruggero Invernizzi Accede al ballottaggio | 112.841                        | 44,12 | 1.606                            | 0,72    | -     |       |
| I Popolari di Italia Domani    | Ruggero Invernizzi Accede al ballottaggio | 112.841                        | 44,12 | 1.288                            | 0,58    | -     |       |
| Seggio al candidato presidente | Seggio al candidato presidente            | Seggio al candidato presidente | 44,12 | 1                                |         |       |       |
|                                | Daniele Bosone Accede al ballottaggio     | 86.510                         | 33,82 | Partito Democratico              | 52.049  | 23,37 | 11    |
| Sinistra Ecologia Libertà      | Daniele Bosone Accede al ballottaggio     | 86.510                         | 33,82 | 9.279                            | 4,17    | 1     |       |
| Italia dei Valori              | Daniele Bosone Accede al ballottaggio     | 86.510                         | 33,82 | 8.421                            | 3,78    | 1     |       |
| Civica Bosone Presidente       | Daniele Bosone Accede al ballottaggio     | 86.510                         | 33,82 | 5.068                            | 2,28    | 1     |       |
|                                | Vittorio Poma                             | 24.437                         | 9,55  | Poma Presidente                  | 10.447  | 4,69  | -     |
| Unione di Centro               | Vittorio Poma                             | 24.437                         | 9,55  | 8.535                            | 3,83    | -     |       |
| Seggio al candidato presidente | Seggio al candidato presidente            | Seggio al candidato presidente | 9,55  | 1                                |         |       |       |
|                                | Teresio Forti                             | 8.971                          | 3,51  | Federazione della Sinistra       | 6.681   | 3,00  | -     |
| Insieme                        | Teresio Forti                             | 8.971                          | 3,51  | 1.138                            | 0,51    | -     |       |
|                                | Giovanni Fassina                          | 5.359                          | 2,10  | Orizzonti di Libertà             | 4.586   | 2,06  | -     |
|                                | enrico Bocca Corsico Piccolini            | 3.945                          | 1,54  | Lega Padana Lombardia            | 3.235   | 1,45  | -     |
|                                | Tiziano Casarini                          | 3.247                          | 1,27  | Partito Pensionati (A)           | 3.014   | 1,35  | -     |
|                                | Massimo Granata                           | 2.917                          | 1,14  | La Destra                        | 2.308   | 1,04  | -     |
|                                | Roberto Albanese                          | 2.854                          | 1,12  | Federazione dei Verdi (B)        | 2.383   | 1,07  | -     |
|                                | Cesare Valentinuzzi                       | 1.827                          | 0,71  | Pensioni e Lavoro                | 1.513   | 0,68  | -     |
|                                | Anacleto Marini                           | 1.463                          | 0,57  | Identità Oltrepò                 | 982     | 0,44  | -     |
|                                | Vincenzo Sardiello                        | 1.397                          | 0,55  | Partito Comunista dei Lavoratori | 1.228   | 0,55  | -     |
| Totale                         | Totale                                    | 255.768                        |       |                                  | 222.709 |       | 24    |

- Le liste contrassegnate con le lettere A e B sono apparentate al secondo turno con il candidato presidente Daniele Bosone.

Ballottaggio
| Candidati | Candidati                    | Voti    | %     |
| --------- | ---------------------------- | ------- | ----- |
|           | Daniele Bosone ✔️ Presidente | 104.154 | 51,20 |
|           | Ruggero Invernizzi           | 99.268  | 48,80 |
| Totale    | Totale                       | 203.422 |       |

### Veneto

#### Provincia di Treviso
| Candidati                      | Candidati                      | Voti                           | %     | Liste                                | Voti    | %     | Seggi |
| ------------------------------ | ------------------------------ | ------------------------------ | ----- | ------------------------------------ | ------- | ----- | ----- |
|                                | Leonardo Muraro ✔️ Presidente  | 226.788                        | 57,46 | Lega Nord                            | 98.156  | 29,57 | 9     |
| Il Popolo della Libertà        | Leonardo Muraro ✔️ Presidente  | 226.788                        | 57,46 | 45.297                               | 13,65   | 4     |       |
| Razza Piave                    | Leonardo Muraro ✔️ Presidente  | 226.788                        | 57,46 | 37.339                               | 11,25   | 3     |       |
| Forza Veneto per l'Italia      | Leonardo Muraro ✔️ Presidente  | 226.788                        | 57,46 | 10.055                               | 3,03    | 1     |       |
| Insieme al Centro              | Leonardo Muraro ✔️ Presidente  | 226.788                        | 57,46 | 6.087                                | 1,83    | -     |       |
|                                | Floriana Casellato             | 129.728                        | 32,87 | Partito Democratico                  | 71.654  | 21,59 | 6     |
| Italia dei Valori              | Floriana Casellato             | 129.728                        | 32,87 | 15.991                               | 4,82    | 1     |       |
| Sinistra Ecologia Libertà      | Floriana Casellato             | 129.728                        | 32,87 | 12.089                               | 3,64    | 1     |       |
| La Sinistra Unita per la Marca | Floriana Casellato             | 129.728                        | 32,87 | 3.841                                | 1,16    | -     |       |
| Seggio al candidato presidente | Seggio al candidato presidente | Seggio al candidato presidente | 32,87 | 1                                    |         |       |       |
|                                | Marco Zabotti                  | 26.945                         | 6,83  | Terzo Polo (API-UDC-FLI)             | 10.269  | 3,09  | 1     |
| Unione Nord Est                | Marco Zabotti                  | 26.945                         | 6,83  | 8.020                                | 2,42    | -     |       |
| Marca Civica                   | Marco Zabotti                  | 26.945                         | 6,83  | 3.637                                | 1,10    | -     |       |
| Seggio al candidato presidente | Seggio al candidato presidente | Seggio al candidato presidente | 6,83  | 1                                    |         |       |       |
|                                | Antonio Guadagnini             | 6.074                          | 1,54  | Veneto Stato                         | 5.161   | 1,55  | -     |
|                                | Silvano Lazzarin               | 3.537                          | 0,90  | Partito della Rifondazione Comunista | 3.017   | 0,91  | -     |
|                                | Sergio Padovan                 | 1.603                          | 0,41  | Partito Comunista dei Lavoratori     | 1.327   | 0,40  | -     |
| Totale                         | Totale                         | 394.675                        |       |                                      | 331.940 |       | 28    |

### Friuli-Venezia Giulia

#### Provincia di Gorizia
| Candidati                      | Candidati                       | Voti                           | %     | Liste                   | Voti   | %     | Seggi |
| ------------------------------ | ------------------------------- | ------------------------------ | ----- | ----------------------- | ------ | ----- | ----- |
|                                | Enrico Gherghetta ✔️ Presidente | 35.392                         | 52,81 | Partito Democratico     | 16.729 | 31,91 | 9     |
| Sinistra Ecologia Libertà      | Enrico Gherghetta ✔️ Presidente | 35.392                         | 52,81 | 4.287                   | 8,18   | 2     |       |
| Italia dei Valori              | Enrico Gherghetta ✔️ Presidente | 35.392                         | 52,81 | 3.837                   | 7,32   | 2     |       |
| Federazione della Sinistra     | Enrico Gherghetta ✔️ Presidente | 35.392                         | 52,81 | 3.100                   | 5,91   | 1     |       |
|                                | Simonetta Vecchi                | 24.729                         | 36,90 | Il Popolo della Libertà | 9.132  | 17,42 | 4     |
| Lega Nord                      | Simonetta Vecchi                | 24.729                         | 36,90 | 7.083                   | 13,51  | 3     |       |
| Partito Pensionati             | Simonetta Vecchi                | 24.729                         | 36,90 | 9.132                   | 2,49   | -     |       |
| Lista per Simonetta Vecchi     | Simonetta Vecchi                | 24.729                         | 36,90 | 1.223                   | 2,33   | -     |       |
| Isontino Tricolore con Cosma   | Simonetta Vecchi                | 24.729                         | 36,90 | 782                     | 1,49   | -     |       |
| Seggio al candidato presidente | Seggio al candidato presidente  | Seggio al candidato presidente | 36,90 | 1                       |        |       |       |
|                                | Stefano Cosma                   | 6.891                          | 10,28 | Unione di Centro        | 3.285  | 6,27  | 1     |
| Futuro e Libertà per l'Italia  | Stefano Cosma                   | 6.891                          | 10,28 | 1.662                   | 3,17   | -     |       |
| Seggio al candidato presidente | Seggio al candidato presidente  | Seggio al candidato presidente | 10,28 | 1                       |        |       |       |
| Totale                         | Totale                          | 67.012                         |       |                         | 52.427 |       | 24    |

- Fonti:Candidati - Liste - Seggi

#### Provincia di Trieste
| Candidati                      | Candidati                                         | Voti                           | %     | Liste                                  | Voti   | %     | Seggi |
| ------------------------------ | ------------------------------------------------- | ------------------------------ | ----- | -------------------------------------- | ------ | ----- | ----- |
|                                | Maria Teresa Bassa Poropat Accede al ballottaggio | 55.269                         | 48,48 | Partito Democratico                    | 17.669 | 21,59 | 7     |
| Italia dei Valori              | Maria Teresa Bassa Poropat Accede al ballottaggio | 55.269                         | 48,48 | 6.520                                  | 7,97   | 2     |       |
| Sinistra Ecologia Libertà      | Maria Teresa Bassa Poropat Accede al ballottaggio | 55.269                         | 48,48 | 5.470                                  | 6,69   | 2     |       |
| Federazione della Sinistra     | Maria Teresa Bassa Poropat Accede al ballottaggio | 55.269                         | 48,48 | 3.923                                  | 4,79   | 1     |       |
| Slovenska Skupnost             | Maria Teresa Bassa Poropat Accede al ballottaggio | 55.269                         | 48,48 | 2.769                                  | 3,38   | 1     |       |
| Lista Poropat                  | Maria Teresa Bassa Poropat Accede al ballottaggio | 55.269                         | 48,48 | 2.741                                  | 3,35   | 1     |       |
| Partito Socialista Italiano    | Maria Teresa Bassa Poropat Accede al ballottaggio | 55.269                         | 48,48 | 599                                    | 0,73   | -     |       |
|                                | Giorgio Ret Accede al ballottaggio                | 34.012                         | 29,83 | Il Popolo della Libertà                | 15.845 | 19,36 | 4     |
| Dipiazza per Trieste           | Giorgio Ret Accede al ballottaggio                | 34.012                         | 29,83 | 7.694                                  | 9,40   | 2     |       |
| Partito Pensionati             | Giorgio Ret Accede al ballottaggio                | 34.012                         | 29,83 | 934                                    | 1,14   | -     |       |
| Seggio al candidato presidente | Seggio al candidato presidente                    | Seggio al candidato presidente | 29,83 | 1                                      |        |       |       |
|                                | Paolo Polidori                                    | 8.742                          | 7,67  | Lega Nord (A)                          | 6.620  | 8,09  | 2     |
|                                | Francesco Cervesi                                 | 7.032                          | 6,17  | Un'Altra Trieste                       | 3.065  | 3,75  | -     |
| La Destra - Forza Nuova        | Francesco Cervesi                                 | 7.032                          | 6,17  | 1.305                                  | 1,59   | -     |       |
| Seggio al candidato presidente | Seggio al candidato presidente                    | Seggio al candidato presidente | 6,17  | 1                                      |        |       |       |
|                                | Enrico Sbriglia                                   | 3.669                          | 3,22  | Futuro e Libertà per l'Italia          | 2.580  | 3,15  | -     |
|                                | Roberta Clon                                      | 3.411                          | 2,99  | Unione di Centro                       | 2.628  | 3,21  | -     |
|                                | Alessandro Giombi                                 | 1.866                          | 1,64  | La Tua Trieste - Comitati di Quartiere | 1.462  | 1,79  | -     |
| Totale                         | Totale                                            | 114.001                        |       |                                        | 81.824 |       | 24    |

- La lista contrassegnata con la lettera A è apparentata al secondo turno con il candidato presidente Giorgio Ret.

Ballottaggio
| Candidati | Candidati                                | Voti   | %     |
| --------- | ---------------------------------------- | ------ | ----- |
|           | Maria Teresa Bassa Poropat ✔️ Presidente | 61.115 | 58,67 |
|           | Giorgio Ret                              | 43.054 | 41,33 |
| Totale    |                                          |        |       |

Fonti: Candidati - Liste - Ballottaggio - Seggi

### Emilia-Romagna

#### Provincia di Ravenna
| Candidati                      | Candidati                      | Voti                           | %     | Liste                         | Voti    | %     | Seggi |
| ------------------------------ | ------------------------------ | ------------------------------ | ----- | ----------------------------- | ------- | ----- | ----- |
|                                | Claudio Casadio ✔️ Presidente  | 120.545                        | 62,06 | Partito Democratico           | 78.238  | 44,53 | 13    |
| Italia dei Valori              | Claudio Casadio ✔️ Presidente  | 120.545                        | 62,06 | 10.849                        | 6,17    | 1     |       |
| Sinistra Ecologia Libertà      | Claudio Casadio ✔️ Presidente  | 120.545                        | 62,06 | 8.998                         | 5,12    | 1     |       |
| Federazione della Sinistra     | Claudio Casadio ✔️ Presidente  | 120.545                        | 62,06 | 6.604                         | 3,76    | 1     |       |
| Partito Repubblicano Italiano  | Claudio Casadio ✔️ Presidente  | 120.545                        | 62,06 | 5.423                         | 3,09    | -     |       |
| Radicali Laici Socialisti      | Claudio Casadio ✔️ Presidente  | 120.545                        | 62,06 | 1.011                         | 0,58    | -     |       |
|                                | Rudi Capucci                   | 51.841                         | 26,69 | Il Popolo della Libertà       | 25.948  | 14,77 | 3     |
| Lega Nord                      | Rudi Capucci                   | 51.841                         | 26,69 | 20.103                        | 11,44   | 3     |       |
| Seggio al candidato presidente | Seggio al candidato presidente | Seggio al candidato presidente | 26,69 | 1                             |         |       |       |
|                                | Gianfranco Spadoni             | 10.606                         | 5,46  | Unione di Centro              | 7.493   | 4,26  | -     |
| Partito Pensionati             | Gianfranco Spadoni             | 10.606                         | 5,46  | 1.595                         | 0,91    | -     |       |
| Seggio al candidato presidente | Seggio al candidato presidente | Seggio al candidato presidente | 5,46  | 1                             |         |       |       |
|                                | Cinzia Pasi                    | 4.408                          | 2,27  | Ravenna Virtuosa              | 3.708   | 2,11  | -     |
|                                | Guido Baldrati Folli           | 3.809                          | 1,96  | Futuro e Libertà per l'Italia | 3.191   | 1,82  | -     |
|                                | Desideria Raggi                | 1.776                          | 0,91  | Forza Nuova                   | 1.535   | 0,87  | -     |
|                                | Patrizia Ricci                 | 1.266                          | 0,65  | La Destra                     | 1.011   | 0,58  | -     |
| Totale                         | Totale                         | 194.251                        |       |                               | 175.707 |       | 24    |

### Toscana

#### Provincia di Lucca
| Candidati                         | Candidati                      | Voti                           | %     | Liste                                          | Voti    | %     | Seggi |
| --------------------------------- | ------------------------------ | ------------------------------ | ----- | ---------------------------------------------- | ------- | ----- | ----- |
|                                   | Stefano Baccelli ✔️ Presidente | 96.548                         | 54,93 | Partito Democratico                            | 42.787  | 29,23 | 8     |
| Sinistra Ecologia Libertà         | Stefano Baccelli ✔️ Presidente | 96.548                         | 54,93 | 10.177                                         | 6,95    | 2     |       |
| Federazione della Sinistra        | Stefano Baccelli ✔️ Presidente | 96.548                         | 54,93 | 9.628                                          | 6,58    | 2     |       |
| Italia dei Valori                 | Stefano Baccelli ✔️ Presidente | 96.548                         | 54,93 | 7.735                                          | 5,28    | 1     |       |
| Cittadini per Baccelli            | Stefano Baccelli ✔️ Presidente | 96.548                         | 54,93 | 7.634                                          | 5,22    | 1     |       |
| Pensionati Democratici Riformisti | Stefano Baccelli ✔️ Presidente | 96.548                         | 54,93 | 751                                            | 0,51    | -     |       |
|                                   | Gabriele Attilio Brunini       | 72.056                         | 40,99 | Il Popolo della Libertà                        | 35.965  | 24,57 | 7     |
| Lega Nord                         | Gabriele Attilio Brunini       | 72.056                         | 40,99 | 10.005                                         | 6,84    | 1     |       |
| Unione di Centro                  | Gabriele Attilio Brunini       | 72.056                         | 40,99 | 9.094                                          | 6,21    | 1     |       |
| Fai la Provincia con Brunini      | Gabriele Attilio Brunini       | 72.056                         | 40,99 | 4.192                                          | 2,86    | -     |       |
| La Destra                         | Gabriele Attilio Brunini       | 72.056                         | 40,99 | 3.141                                          | 2,15    | -     |       |
| Seggio al candidato presidente    | Seggio al candidato presidente | Seggio al candidato presidente | 40,99 | 1                                              |         |       |       |
|                                   | Giuliana Loris Baudone         | 5.506                          | 3,13  | Nuovo Polo per la Provincia di Lucca (FLI-API) | 2.643   | 1,81  | -     |
| Donne al Governo                  | Giuliana Loris Baudone         | 5.506                          | 3,13  | 886                                            | 0,61    | -     |       |
| Partito Liberale Italiano         | Giuliana Loris Baudone         | 5.506                          | 3,13  | 493                                            | 0,34    | -     |       |
|                                   | Graziano Pancetti              | 1.659                          | 0,94  | Partito Socialista Italiano                    | 1.234   | 0,84  | -     |
| Totale                            | Totale                         | 175.769                        |       |                                                | 146.365 |       | 24    |

### Marche

#### Provincia di Macerata
| Candidati                          | Candidati                                | Voti                           | %     | Liste                     | Voti    | %     | Seggi |
| ---------------------------------- | ---------------------------------------- | ------------------------------ | ----- | ------------------------- | ------- | ----- | ----- |
|                                    | Antonio Pettinari Accede al ballottaggio | 62.114                         | 43,11 | Partito Democratico       | 30.916  | 25,71 | 9     |
| Unione di Centro                   | Antonio Pettinari Accede al ballottaggio | 62.114                         | 43,11 | 9.190                     | 7,64    | 2     |       |
| Italia dei Valori                  | Antonio Pettinari Accede al ballottaggio | 62.114                         | 43,11 | 7.797                     | 6,48    | 2     |       |
| La Nostra Provincia                | Antonio Pettinari Accede al ballottaggio | 62.114                         | 43,11 | 5.988                     | 4,98    | 1     |       |
| Alleanza per l'Italia              | Antonio Pettinari Accede al ballottaggio | 62.114                         | 43,11 | 845                       | 0,70    | -     |       |
|                                    | Franco Capponi Accede al ballottaggio    | 61.610                         | 42,76 | Il Popolo della Libertà   | 32.781  | 27,26 | 6     |
| Lega Nord                          | Franco Capponi Accede al ballottaggio    | 61.610                         | 42,76 | 5.566                     | 4,63    | 1     |       |
| Nuovo Polo per Capponi (FLI-Altri) | Franco Capponi Accede al ballottaggio    | 61.610                         | 42,76 | 4.809                     | 4,00    | -     |       |
| La Destra                          | Franco Capponi Accede al ballottaggio    | 61.610                         | 42,76 | 4.198                     | 3,49    | -     |       |
| Io Amo Macerata - Io Amo l'Italia  | Franco Capponi Accede al ballottaggio    | 61.610                         | 42,76 | 958                       | 0,80    | -     |       |
| Fiamma Tricolore - Fronte Verde    | Franco Capponi Accede al ballottaggio    | 61.610                         | 42,76 | 883                       | 0,73    | -     |       |
| Seggio al candidato presidente     | Seggio al candidato presidente           | Seggio al candidato presidente | 42,76 | 1                         |         |       |       |
|                                    | Francesco Acquaroli                      | 14.313                         | 9,93  | Sinistra Ecologia Libertà | 5.562   | 4,63  | 1     |
| Federazione della Sinistra         | Francesco Acquaroli                      | 14.313                         | 9,93  | 5.068                     | 4,21    | -     |       |
| Democrazia e Legalità              | Francesco Acquaroli                      | 14.313                         | 9,93  | 978                       | 0,81    | -     |       |
| Seggio al candidato presidente     | Seggio al candidato presidente           | Seggio al candidato presidente | 9,93  | 1                         |         |       |       |
|                                    | Enzo Marangoni                           | 3.034                          | 2,11  | Lega per le Marche        | 1.434   | 1,19  | -     |
| Famiglia Identità Territorio       | Enzo Marangoni                           | 3.034                          | 2,11  | 779                       | 0,65    | -     |       |
|                                    | Luigi Gentilucci                         | 2.996                          | 2,09  | Lega Autonomie Municipali | 2.496   | 2,08  | -     |
| Totale                             | Totale                                   | 144.067                        |       |                           | 120.248 |       | 24    |

Ballottaggio
| Candidati | Candidati                       | Voti    | %     |
| --------- | ------------------------------- | ------- | ----- |
|           | Antonio Pettinari ✔️ Presidente | 71.365  | 54,55 |
|           | Franco Capponi                  | 59.451  | 45,45 |
| Totale    | Totale                          | 130.816 |       |

### Molise

#### Provincia di Campobasso
| Candidati                                                   | Candidati                        | Voti                           | %     | Liste                              | Voti    | %     | Seggi |
| ----------------------------------------------------------- | -------------------------------- | ------------------------------ | ----- | ---------------------------------- | ------- | ----- | ----- |
|                                                             | Rosario De Matteis ✔️ Presidente | 65.893                         | 54,26 | Il Popolo della Libertà            | 14.295  | 12,70 | 4     |
| Alleanza di Centro                                          | Rosario De Matteis ✔️ Presidente | 65.893                         | 54,26 | 6.528                              | 5,80    | 1     |       |
| Unione di Centro                                            | Rosario De Matteis ✔️ Presidente | 65.893                         | 54,26 | 6.007                              | 5,33    | 1     |       |
| Progetto Molise                                             | Rosario De Matteis ✔️ Presidente | 65.893                         | 54,26 | 6.005                              | 5,33    | 1     |       |
| UDEUR - Popolari per il Sud                                 | Rosario De Matteis ✔️ Presidente | 65.893                         | 54,26 | 4.994                              | 4,44    | 1     |       |
| Provincia Amica                                             | Rosario De Matteis ✔️ Presidente | 65.893                         | 54,26 | 4.774                              | 4,24    | 1     |       |
| Futuro e Libertà per l'Italia                               | Rosario De Matteis ✔️ Presidente | 65.893                         | 54,26 | 4.684                              | 4,16    | 1     |       |
| Democrazia Popolare                                         | Rosario De Matteis ✔️ Presidente | 65.893                         | 54,26 | 4.138                              | 3,67    | 1     |       |
| Molise Civile                                               | Rosario De Matteis ✔️ Presidente | 65.893                         | 54,26 | 4.114                              | 3,65    | 1     |       |
| Democrazia Cristiana                                        | Rosario De Matteis ✔️ Presidente | 65.893                         | 54,26 | 2.718                              | 2,41    | -     |       |
| Popolari Liberali                                           | Rosario De Matteis ✔️ Presidente | 65.893                         | 54,26 | 1.854                              | 1,65    | -     |       |
| I Popolari di Italia Domani                                 | Rosario De Matteis ✔️ Presidente | 65.893                         | 54,26 | 1.007                              | 0,89    | -     |       |
| Forza del Sud - Bella Italia                                | Rosario De Matteis ✔️ Presidente | 65.893                         | 54,26 | 971                                | 0,86    | -     |       |
| Diritti e Libertà Molise                                    | Rosario De Matteis ✔️ Presidente | 65.893                         | 54,26 | 898                                | 0,80    | -     |       |
|                                                             | Micaela Fanelli                  | 37.515                         | 30,89 | Partito Democratico                | 12.429  | 11,04 | 3     |
| Costruire Democrazia                                        | Micaela Fanelli                  | 37.515                         | 30,89 | 6.085                              | 5,40    | 1     |       |
| Alternativa                                                 | Micaela Fanelli                  | 37.515                         | 30,89 | 5.442                              | 4,83    | 1     |       |
| Partito Socialista Italiano                                 | Micaela Fanelli                  | 37.515                         | 30,89 | 4.136                              | 3,67    | -     |       |
| Sinistra Ecologia Libertà                                   | Micaela Fanelli                  | 37.515                         | 30,89 | 3.620                              | 3,21    | -     |       |
| Partito dei Comunisti Italiani                              | Micaela Fanelli                  | 37.515                         | 30,89 | 1.865                              | 1,66    | -     |       |
| Seggio al candidato presidente                              | Seggio al candidato presidente   | Seggio al candidato presidente | 30,89 | 1                                  |         |       |       |
|                                                             | Pierpaolo Nagni                  | 8.054                          | 6,63  | Italia dei Valori                  | 6.883   | 6,11  | -     |
| Guerriero Sannita                                           | Pierpaolo Nagni                  | 8.054                          | 6,63  | 409                                | 0,36    | -     |       |
| Seggio al candidato presidente                              | Seggio al candidato presidente   | Seggio al candidato presidente | 6,63  | 1                                  |         |       |       |
|                                                             | Simone Coscia                    | 5.175                          | 4,26  | Partecipazione Democratica         | 2.966   | 2,63  | -     |
| Partito della Rifondazione Comunista                        | Simone Coscia                    | 5.175                          | 4,26  | 1.538                              | 1,37    | -     |       |
|                                                             | Oreste Annibale Campopiano       | 2.843                          | 2,34  | Regione Nuova                      | 2.434   | 2,16  | -     |
|                                                             | Giovancarmine Mancini            | 1.955                          | 1,61  | La Destra - Alleanza per il Futuro | 998     | 0,89  | -     |
| Socialisti Laici e Cristiani Molisani (Nuovo PSI-PRI-Altri) | Giovancarmine Mancini            | 1.955                          | 1,61  | 464                                | 0,41    | -     |       |
| Provincia Libera                                            | Giovancarmine Mancini            | 1.955                          | 1,61  | 347                                | 0,31    | -     |       |
| Totale                                                      | Totale                           | 121.435                        |       |                                    | 112.603 |       | 19    |

### Calabria

#### Provincia di Reggio Calabria
| Candidati                                                | Candidati                                | Voti                           | %     | Liste                            | Voti    | %     | Seggi |
| -------------------------------------------------------- | ---------------------------------------- | ------------------------------ | ----- | -------------------------------- | ------- | ----- | ----- |
|                                                          | Giuseppe Raffa Accede al ballottaggio    | 133.292                        | 45,41 | Il Popolo della Libertà          | 31.628  | 11,46 | 4     |
| Scopelliti Presidente                                    | Giuseppe Raffa Accede al ballottaggio    | 133.292                        | 45,41 | 19.696                           | 7,14    | 3     |       |
| Unione di Centro                                         | Giuseppe Raffa Accede al ballottaggio    | 133.292                        | 45,41 | 17.809                           | 6,45    | 2     |       |
| Raffa Presidente                                         | Giuseppe Raffa Accede al ballottaggio    | 133.292                        | 45,41 | 12.873                           | 4,66    | 1     |       |
| Sud                                                      | Giuseppe Raffa Accede al ballottaggio    | 133.292                        | 45,41 | 11.223                           | 4,07    | 1     |       |
| Popolari Liberali                                        | Giuseppe Raffa Accede al ballottaggio    | 133.292                        | 45,41 | 4.774                            | 3,35    | 1     |       |
| Socialisti Uniti - Nuovo PSI                             | Giuseppe Raffa Accede al ballottaggio    | 133.292                        | 45,41 | 8.744                            | 3,17    | 1     |       |
| Partito Repubblicano Italiano                            | Giuseppe Raffa Accede al ballottaggio    | 133.292                        | 45,41 | 8.533                            | 3,09    | 1     |       |
| Patto Cristiano Esteso                                   | Giuseppe Raffa Accede al ballottaggio    | 133.292                        | 45,41 | 5.730                            | 2,08    | -     |       |
| Fiamma Tricolore                                         | Giuseppe Raffa Accede al ballottaggio    | 133.292                        | 45,41 | 1.901                            | 0,69    | -     |       |
|                                                          | Giuseppe Morabito Accede al ballottaggio | 78.032                         | 26,58 | Partito Democratico              | 36.347  | 13,17 | 3     |
| Partito della Rifondazione Comunista                     | Giuseppe Morabito Accede al ballottaggio | 78.032                         | 26,58 | 11.897                           | 4,31    | 1     |       |
| Partito dei Comunisti Italiani                           | Giuseppe Morabito Accede al ballottaggio | 78.032                         | 26,58 | 9.132                            | 3,31    | -     |       |
| Partito Socialista Italiano - Movimento per le Autonomie | Giuseppe Morabito Accede al ballottaggio | 78.032                         | 26,58 | 5.889                            | 2,13    | -     |       |
| Patto per Morabito                                       | Giuseppe Morabito Accede al ballottaggio | 78.032                         | 26,58 | 2.073                            | 0,75    | -     |       |
| Seggio al candidato presidente                           | Seggio al candidato presidente           | Seggio al candidato presidente | 26,58 | 1                                |         |       |       |
|                                                          | Pietro Fuda                              | 64.252                         | 21,89 | L'Alternativa c'è                | 18.124  | 6,57  | 1     |
| Polo di Centro                                           | Pietro Fuda                              | 64.252                         | 21,89 | 13.859                           | 5,02    | 1     |       |
| A Testa Alta                                             | Pietro Fuda                              | 64.252                         | 21,89 | 10.885                           | 3,94    | 1     |       |
| Alleanza per l'Italia                                    | Pietro Fuda                              | 64.252                         | 21,89 | 7.228                            | 2,62    | -     |       |
| Autonomia e Diritti                                      | Pietro Fuda                              | 64.252                         | 21,89 | 5.835                            | 2,11    | -     |       |
| Sud per l'Autonomia                                      | Pietro Fuda                              | 64.252                         | 21,89 | 2.677                            | 0,97    | -     |       |
| I Riformisti                                             | Pietro Fuda                              | 64.252                         | 21,89 | 1.671                            | 0,61    | -     |       |
| Seggio al candidato presidente                           | Seggio al candidato presidente           | Seggio al candidato presidente | 21,89 | 1                                |         |       |       |
|                                                          | Giovanni Nucera                          | 13.346                         | 4,55  | Italia dei Valori                | 7.189   | 2,60  | -     |
| Sinistra Ecologia Libertà                                | Giovanni Nucera                          | 13.346                         | 4,55  | 5.053                            | 1,83    | -     |       |
| Seggio al candidato presidente                           | Seggio al candidato presidente           | Seggio al candidato presidente | 4,55  | 1                                |         |       |       |
|                                                          | Patrizia Pelle                           | 3.203                          | 1,09  | Futuro e Libertà per l'Italia    | 2.734   | 0,99  | -     |
|                                                          | Demetrio Cutrupi                         | 778                            | 0,27  | Partito Comunista dei Lavoratori | 669     | 0,24  | -     |
|                                                          | Domenico Antonio Greco                   | 652                            | 0,22  | Lega Calabria Federalista        | 551     | 0,20  | -     |
| Totale                                                   | Totale                                   | 293.555                        |       |                                  | 276.015 |       | 24    |

Ballottaggio
| Candidati | Candidati                    | Voti    | %     |
| --------- | ---------------------------- | ------- | ----- |
|           | Giuseppe Raffa ✔️ Presidente | 89.932  | 52,67 |
|           | Giuseppe Morabito            | 80.817  | 47,33 |
| Totale    | Totale                       | 170.749 |       |